# Lista de asteroides (255001-256000)
Esta é uma lista parcial de asteroides, do asteroide número 255001 até o 256000, inclusive. Veja também o índice com todas as listas disponíveis.

| Objeto Próximos à Terra | Cinturão de asteroides (interno) | Cinturão de asteroides (externo) | Centauro       |
| Cruzador de Marte       | Cinturão de asteroides (meio)    | Troianos de Júpiter              | Transnetuniano |

Veja mais dados de cada asteroide na ligação externa para o Minor Planet Center na última coluna.
Índice: 255001... 255101... 255201... 255301... 255401... 255501... 255601... 255701... 255801... 255901... 

## 255001–255100
| Designação          | Designação | Descoberta  | Descoberta       | Descobridor(es)     | Categoria | Mais informações / Referência |
| Permanente          | Provisória | Data        | Local            | Descobridor(es)     | Categoria | Mais informações / Referência |
| ------------------- | ---------- | ----------- | ---------------- | ------------------- | --------- | ----------------------------- |
| 255001              | 2005 TX12  | 2 out 2005  | Mount Lemmon     | Mount Lemmon Survey | —         | MPC                           |
| 255002              | 2005 TT13  | 3 out 2005  | Palomar          | NEAT                | —         | MPC                           |
| 255003              | 2005 TD17  | 1 out 2005  | Socorro          | LINEAR              | —         | MPC                           |
| 255004              | 2005 TT18  | 1 out 2005  | Catalina         | CSS                 | —         | MPC                           |
| 255005              | 2005 TU20  | 1 out 2005  | Mount Lemmon     | Mount Lemmon Survey | —         | MPC                           |
| 255006              | 2005 TV21  | 1 out 2005  | Kitt Peak        | Spacewatch          | Themis    | MPC                           |
| 255007              | 2005 TB25  | 1 out 2005  | Mount Lemmon     | Mount Lemmon Survey | —         | MPC                           |
| 255008              | 2005 TH25  | 1 out 2005  | Mount Lemmon     | Mount Lemmon Survey | Brangane  | MPC                           |
| 255009              | 2005 TV25  | 1 out 2005  | Mount Lemmon     | Mount Lemmon Survey | —         | MPC                           |
| 255010              | 2005 TM28  | 1 out 2005  | Mount Lemmon     | Mount Lemmon Survey | —         | MPC                           |
| 255011              | 2005 TU28  | 2 out 2005  | Palomar          | NEAT                | —         | MPC                           |
| 255012              | 2005 TT36  | 1 out 2005  | Socorro          | LINEAR              | —         | MPC                           |
| 255013              | 2005 TN40  | 1 out 2005  | Kitt Peak        | Spacewatch          | Maria     | MPC                           |
| 255014              | 2005 TD41  | 2 out 2005  | Mount Lemmon     | Mount Lemmon Survey | —         | MPC                           |
| 255015              | 2005 TF42  | 3 out 2005  | Catalina         | CSS                 | Brangane  | MPC                           |
| 255016              | 2005 TX46  | 3 out 2005  | Catalina         | CSS                 | —         | MPC                           |
| 255017              | 2005 TB48  | 6 out 2005  | Kitt Peak        | Spacewatch          | —         | MPC                           |
| 255018              | 2005 TK48  | 7 out 2005  | Junk Bond        | D. Healy            | Brangane  | MPC                           |
| 255019 Fleurmaxwell | 2005 TN52) | 10 out 2005 | Côtes de Meuse   | M. Dawson           | —         | MPC                           |
| 255020              | 2005 TB54  | 1 out 2005  | Kitt Peak        | Spacewatch          | —         | MPC                           |
| 255021              | 2005 TS54  | 1 out 2005  | Anderson Mesa    | LONEOS              | —         | MPC                           |
| 255022              | 2005 TJ55  | 5 out 2005  | Socorro          | LINEAR              | —         | MPC                           |
| 255023              | 2005 TT55  | 6 out 2005  | Kitt Peak        | Spacewatch          | —         | MPC                           |
| 255024              | 2005 TY61  | 4 out 2005  | Mount Lemmon     | Mount Lemmon Survey | —         | MPC                           |
| 255025              | 2005 TK62  | 4 out 2005  | Mount Lemmon     | Mount Lemmon Survey | —         | MPC                           |
| 255026              | 2005 TV63  | 6 out 2005  | Catalina         | CSS                 | —         | MPC                           |
| 255027              | 2005 TQ64  | 7 out 2005  | Kitt Peak        | Spacewatch          | Ursula    | MPC                           |
| 255028              | 2005 TY70  | 6 out 2005  | Mount Lemmon     | Mount Lemmon Survey | —         | MPC                           |
| 255029              | 2005 TQ72  | 5 out 2005  | Catalina         | CSS                 | —         | MPC                           |
| 255030              | 2005 TJ74  | 7 out 2005  | Anderson Mesa    | LONEOS              | —         | MPC                           |
| 255031              | 2005 TE75  | 2 out 2005  | Palomar          | NEAT                | —         | MPC                           |
| 255032              | 2005 TJ78  | 7 out 2005  | Catalina         | CSS                 | —         | MPC                           |
| 255033              | 2005 TX84  | 3 out 2005  | Kitt Peak        | Spacewatch          | —         | MPC                           |
| 255034              | 2005 TJ86  | 4 out 2005  | Catalina         | CSS                 | —         | MPC                           |
| 255035              | 2005 TJ89  | 5 out 2005  | Mount Lemmon     | Mount Lemmon Survey | —         | MPC                           |
| 255036              | 2005 TJ99  | 7 out 2005  | Catalina         | CSS                 | —         | MPC                           |
| 255037              | 2005 TL99  | 7 out 2005  | Kitt Peak        | Spacewatch          | —         | MPC                           |
| 255038              | 2005 TZ100 | 7 out 2005  | Catalina         | CSS                 | —         | MPC                           |
| 255039              | 2005 TP102 | 7 out 2005  | Mount Lemmon     | Mount Lemmon Survey | —         | MPC                           |
| 255040              | 2005 TY104 | 8 out 2005  | Socorro          | LINEAR              | —         | MPC                           |
| 255041              | 2005 TU105 | 9 out 2005  | Kitt Peak        | Spacewatch          | —         | MPC                           |
| 255042              | 2005 TD114 | 7 out 2005  | Kitt Peak        | Spacewatch          | Themis    | MPC                           |
| 255043              | 2005 TT116 | 7 out 2005  | Kitt Peak        | Spacewatch          | —         | MPC                           |
| 255044              | 2005 TW121 | 7 out 2005  | Kitt Peak        | Spacewatch          | —         | MPC                           |
| 255045              | 2005 TT125 | 7 out 2005  | Kitt Peak        | Spacewatch          | Themis    | MPC                           |
| 255046              | 2005 TY126 | 7 out 2005  | Kitt Peak        | Spacewatch          | —         | MPC                           |
| 255047              | 2005 TT128 | 7 out 2005  | Kitt Peak        | Spacewatch          | —         | MPC                           |
| 255048              | 2005 TQ131 | 7 out 2005  | Kitt Peak        | Spacewatch          | —         | MPC                           |
| 255049              | 2005 TO137 | 6 out 2005  | Kitt Peak        | Spacewatch          | —         | MPC                           |
| 255050              | 2005 TS137 | 6 out 2005  | Kitt Peak        | Spacewatch          | —         | MPC                           |
| 255051              | 2005 TM139 | 8 out 2005  | Kitt Peak        | Spacewatch          | —         | MPC                           |
| 255052              | 2005 TS139 | 8 out 2005  | Kitt Peak        | Spacewatch          | —         | MPC                           |
| 255053              | 2005 TE141 | 8 out 2005  | Kitt Peak        | Spacewatch          | —         | MPC                           |
| 255054              | 2005 TZ142 | 8 out 2005  | Kitt Peak        | Spacewatch          | —         | MPC                           |
| 255055              | 2005 TY150 | 8 out 2005  | Kitt Peak        | Spacewatch          | —         | MPC                           |
| 255056              | 2005 TT152 | 11 out 2005 | Kitt Peak        | Spacewatch          | —         | MPC                           |
| 255057              | 2005 TJ155 | 9 out 2005  | Kitt Peak        | Spacewatch          | —         | MPC                           |
| 255058              | 2005 TR160 | 9 out 2005  | Kitt Peak        | Spacewatch          | —         | MPC                           |
| 255059              | 2005 TG161 | 9 out 2005  | Kitt Peak        | Spacewatch          | Ursula    | MPC                           |
| 255060              | 2005 TG167 | 9 out 2005  | Kitt Peak        | Spacewatch          | —         | MPC                           |
| 255061              | 2005 TX167 | 9 out 2005  | Kitt Peak        | Spacewatch          | —         | MPC                           |
| 255062              | 2005 TS170 | 12 out 2005 | Kitt Peak        | Spacewatch          | —         | MPC                           |
| 255063              | 2005 TX174 | 1 out 2005  | Anderson Mesa    | LONEOS              | —         | MPC                           |
| 255064              | 2005 TC178 | 1 out 2005  | Kitt Peak        | Spacewatch          | —         | MPC                           |
| 255065              | 2005 TX181 | 2 out 2005  | Palomar          | NEAT                | Brangane  | MPC                           |
| 255066              | 2005 TQ182 | 5 out 2005  | Catalina         | CSS                 | Ursula    | MPC                           |
| 255067              | 2005 TD191 | 1 out 2005  | Socorro          | LINEAR              | —         | MPC                           |
| 255068              | 2005 UO1   | 21 out 2005 | Pla D'Arguines   | Pla D'Arguines Obs. | —         | MPC                           |
| 255069              | 2005 UP1   | 22 out 2005 | Junk Bond        | D. Healy            | —         | MPC                           |
| 255070              | 2005 UP3   | 26 out 2005 | Cordell-Lorenz   | Cordell–Lorenz Obs. | —         | MPC                           |
| 255071              | 2005 UH6   | 28 out 2005 | Mount Lemmon     | Mount Lemmon Survey | —         | MPC                           |
| 255072              | 2005 UP8   | 27 out 2005 | Ottmarsheim      | C. Rinner           | —         | MPC                           |
| 255073 Victoriabond | 2005 UR8   | 30 out 2005 | Côtes de Meuse   | M. Dawson           | —         | MPC                           |
| 255074              | 2005 UZ17  | 22 out 2005 | Catalina         | CSS                 | —         | MPC                           |
| 255075              | 2005 UN18  | 22 out 2005 | Kitt Peak        | Spacewatch          | —         | MPC                           |
| 255076              | 2005 UP18  | 22 out 2005 | Kitt Peak        | Spacewatch          | —         | MPC                           |
| 255077              | 2005 UU18  | 22 out 2005 | Kitt Peak        | Spacewatch          | Brangane  | MPC                           |
| 255078              | 2005 UU21  | 23 out 2005 | Kitt Peak        | Spacewatch          | —         | MPC                           |
| 255079              | 2005 UF30  | 23 out 2005 | Catalina         | CSS                 | —         | MPC                           |
| 255080              | 2005 UQ35  | 24 out 2005 | Kitt Peak        | Spacewatch          | —         | MPC                           |
| 255081              | 2005 UG36  | 24 out 2005 | Kitt Peak        | Spacewatch          | —         | MPC                           |
| 255082              | 2005 UD39  | 24 out 2005 | Kitt Peak        | Spacewatch          | —         | MPC                           |
| 255083              | 2005 UG39  | 24 out 2005 | Kitt Peak        | Spacewatch          | —         | MPC                           |
| 255084              | 2005 UT39  | 24 out 2005 | Kitt Peak        | Spacewatch          | —         | MPC                           |
| 255085              | 2005 UJ40  | 24 out 2005 | Kitt Peak        | Spacewatch          | —         | MPC                           |
| 255086              | 2005 UL40  | 24 out 2005 | Kitt Peak        | Spacewatch          | —         | MPC                           |
| 255087              | 2005 UY40  | 24 out 2005 | Kitt Peak        | Spacewatch          | —         | MPC                           |
| 255088              | 2005 UV41  | 24 out 2005 | Goodricke-Pigott | R. A. Tucker        | —         | MPC                           |
| 255089              | 2005 UU42  | 22 out 2005 | Kitt Peak        | Spacewatch          | —         | MPC                           |
| 255090              | 2005 UV42  | 22 out 2005 | Kitt Peak        | Spacewatch          | —         | MPC                           |
| 255091              | 2005 UU44  | 22 out 2005 | Kitt Peak        | Spacewatch          | —         | MPC                           |
| 255092              | 2005 UP47  | 22 out 2005 | Catalina         | CSS                 | —         | MPC                           |
| 255093              | 2005 UW48  | 23 out 2005 | Kitt Peak        | Spacewatch          | Brangane  | MPC                           |
| 255094              | 2005 UM49  | 23 out 2005 | Catalina         | CSS                 | —         | MPC                           |
| 255095              | 2005 UN50  | 23 out 2005 | Catalina         | CSS                 | Maria     | MPC                           |
| 255096              | 2005 UY57  | 24 out 2005 | Kitt Peak        | Spacewatch          | —         | MPC                           |
| 255097              | 2005 UH61  | 25 out 2005 | Catalina         | CSS                 | —         | MPC                           |
| 255098              | 2005 UP62  | 25 out 2005 | Mount Lemmon     | Mount Lemmon Survey | Brangane  | MPC                           |
| 255099              | 2005 UK63  | 25 out 2005 | Mount Lemmon     | Mount Lemmon Survey | —         | MPC                           |
| 255100              | 2005 UQ65  | 22 out 2005 | Palomar          | NEAT                | —         | MPC                           |

## 255101–255200
| Designação | Designação | Descoberta  | Descoberta    | Descobridor(es)     | Categoria | Mais informações / Referência |
| Permanente | Provisória | Data        | Local         | Descobridor(es)     | Categoria | Mais informações / Referência |
| ---------- | ---------- | ----------- | ------------- | ------------------- | --------- | ----------------------------- |
| 255101     | 2005 UB66  | 22 out 2005 | Catalina      | CSS                 | —         | MPC                           |
| 255102     | 2005 UC67  | 22 out 2005 | Catalina      | CSS                 | —         | MPC                           |
| 255103     | 2005 US67  | 22 out 2005 | Palomar       | NEAT                | —         | MPC                           |
| 255104     | 2005 UJ68  | 22 out 2005 | Palomar       | NEAT                | —         | MPC                           |
| 255105     | 2005 UB70  | 23 out 2005 | Catalina      | CSS                 | —         | MPC                           |
| 255106     | 2005 UW70  | 23 out 2005 | Catalina      | CSS                 | Brangane  | MPC                           |
| 255107     | 2005 UH73  | 23 out 2005 | Palomar       | NEAT                | —         | MPC                           |
| 255108     | 2005 UD87  | 22 out 2005 | Kitt Peak     | Spacewatch          | —         | MPC                           |
| 255109     | 2005 UU88  | 22 out 2005 | Kitt Peak     | Spacewatch          | —         | MPC                           |
| 255110     | 2005 UH90  | 22 out 2005 | Kitt Peak     | Spacewatch          | —         | MPC                           |
| 255111     | 2005 UB93  | 22 out 2005 | Kitt Peak     | Spacewatch          | —         | MPC                           |
| 255112     | 2005 UQ98  | 22 out 2005 | Kitt Peak     | Spacewatch          | —         | MPC                           |
| 255113     | 2005 UK99  | 22 out 2005 | Kitt Peak     | Spacewatch          | Maria     | MPC                           |
| 255114     | 2005 UD101 | 22 out 2005 | Kitt Peak     | Spacewatch          | Brangane  | MPC                           |
| 255115     | 2005 UP102 | 22 out 2005 | Kitt Peak     | Spacewatch          | —         | MPC                           |
| 255116     | 2005 UJ104 | 22 out 2005 | Kitt Peak     | Spacewatch          | —         | MPC                           |
| 255117     | 2005 UJ106 | 22 out 2005 | Catalina      | CSS                 | —         | MPC                           |
| 255118     | 2005 UX106 | 22 out 2005 | Kitt Peak     | Spacewatch          | —         | MPC                           |
| 255119     | 2005 UZ108 | 22 out 2005 | Palomar       | NEAT                | —         | MPC                           |
| 255120     | 2005 UF110 | 22 out 2005 | Kitt Peak     | Spacewatch          | —         | MPC                           |
| 255121     | 2005 UW113 | 22 out 2005 | Kitt Peak     | Spacewatch          | —         | MPC                           |
| 255122     | 2005 UB114 | 22 out 2005 | Kitt Peak     | Spacewatch          | —         | MPC                           |
| 255123     | 2005 UR115 | 23 out 2005 | Palomar       | NEAT                | Ursula    | MPC                           |
| 255124     | 2005 UU119 | 24 out 2005 | Kitt Peak     | Spacewatch          | —         | MPC                           |
| 255125     | 2005 UH120 | 24 out 2005 | Kitt Peak     | Spacewatch          | —         | MPC                           |
| 255126     | 2005 UL126 | 24 out 2005 | Kitt Peak     | Spacewatch          | —         | MPC                           |
| 255127     | 2005 UE128 | 24 out 2005 | Kitt Peak     | Spacewatch          | —         | MPC                           |
| 255128     | 2005 US128 | 24 out 2005 | Kitt Peak     | Spacewatch          | —         | MPC                           |
| 255129     | 2005 UC130 | 24 out 2005 | Palomar       | NEAT                | —         | MPC                           |
| 255130     | 2005 UG130 | 24 out 2005 | Palomar       | NEAT                | —         | MPC                           |
| 255131     | 2005 UJ130 | 24 out 2005 | Palomar       | NEAT                | —         | MPC                           |
| 255132     | 2005 UE131 | 24 out 2005 | Kitt Peak     | Spacewatch          | —         | MPC                           |
| 255133     | 2005 UO132 | 24 out 2005 | Palomar       | NEAT                | —         | MPC                           |
| 255134     | 2005 UY136 | 25 out 2005 | Mount Lemmon  | Mount Lemmon Survey | —         | MPC                           |
| 255135     | 2005 UR138 | 25 out 2005 | Kitt Peak     | Spacewatch          | —         | MPC                           |
| 255136     | 2005 UE141 | 25 out 2005 | Catalina      | CSS                 | —         | MPC                           |
| 255137     | 2005 UX141 | 25 out 2005 | Catalina      | CSS                 | —         | MPC                           |
| 255138     | 2005 UY141 | 25 out 2005 | Catalina      | CSS                 | —         | MPC                           |
| 255139     | 2005 UP142 | 25 out 2005 | Mount Lemmon  | Mount Lemmon Survey | —         | MPC                           |
| 255140     | 2005 UT146 | 26 out 2005 | Kitt Peak     | Spacewatch          | Brangane  | MPC                           |
| 255141     | 2005 UE148 | 26 out 2005 | Kitt Peak     | Spacewatch          | —         | MPC                           |
| 255142     | 2005 US150 | 26 out 2005 | Anderson Mesa | LONEOS              | —         | MPC                           |
| 255143     | 2005 UV153 | 26 out 2005 | Kitt Peak     | Spacewatch          | —         | MPC                           |
| 255144     | 2005 UD155 | 26 out 2005 | Kitt Peak     | Spacewatch          | —         | MPC                           |
| 255145     | 2005 UY161 | 25 out 2005 | Catalina      | CSS                 | —         | MPC                           |
| 255146     | 2005 UD165 | 24 out 2005 | Kitt Peak     | Spacewatch          | —         | MPC                           |
| 255147     | 2005 UX166 | 24 out 2005 | Kitt Peak     | Spacewatch          | —         | MPC                           |
| 255148     | 2005 UM167 | 24 out 2005 | Kitt Peak     | Spacewatch          | —         | MPC                           |
| 255149     | 2005 UA170 | 24 out 2005 | Kitt Peak     | Spacewatch          | Brangane  | MPC                           |
| 255150     | 2005 US171 | 24 out 2005 | Kitt Peak     | Spacewatch          | —         | MPC                           |
| 255151     | 2005 UF174 | 24 out 2005 | Kitt Peak     | Spacewatch          | Ursula    | MPC                           |
| 255152     | 2005 UQ176 | 24 out 2005 | Kitt Peak     | Spacewatch          | —         | MPC                           |
| 255153     | 2005 UY177 | 24 out 2005 | Kitt Peak     | Spacewatch          | —         | MPC                           |
| 255154     | 2005 UL179 | 24 out 2005 | Kitt Peak     | Spacewatch          | —         | MPC                           |
| 255155     | 2005 UD181 | 24 out 2005 | Kitt Peak     | Spacewatch          | —         | MPC                           |
| 255156     | 2005 UF181 | 24 out 2005 | Kitt Peak     | Spacewatch          | —         | MPC                           |
| 255157     | 2005 UN183 | 25 out 2005 | Mount Lemmon  | Mount Lemmon Survey | —         | MPC                           |
| 255158     | 2005 UU183 | 25 out 2005 | Mount Lemmon  | Mount Lemmon Survey | Ursula    | MPC                           |
| 255159     | 2005 UV183 | 25 out 2005 | Mount Lemmon  | Mount Lemmon Survey | —         | MPC                           |
| 255160     | 2005 UO184 | 25 out 2005 | Mount Lemmon  | Mount Lemmon Survey | —         | MPC                           |
| 255161     | 2005 UG190 | 27 out 2005 | Mount Lemmon  | Mount Lemmon Survey | —         | MPC                           |
| 255162     | 2005 UL190 | 27 out 2005 | Mount Lemmon  | Mount Lemmon Survey | —         | MPC                           |
| 255163     | 2005 UT192 | 22 out 2005 | Kitt Peak     | Spacewatch          | —         | MPC                           |
| 255164     | 2005 UP196 | 24 out 2005 | Kitt Peak     | Spacewatch          | Maria     | MPC                           |
| 255165     | 2005 UT198 | 25 out 2005 | Kitt Peak     | Spacewatch          | —         | MPC                           |
| 255166     | 2005 US199 | 25 out 2005 | Kitt Peak     | Spacewatch          | —         | MPC                           |
| 255167     | 2005 UF201 | 25 out 2005 | Kitt Peak     | Spacewatch          | —         | MPC                           |
| 255168     | 2005 US205 | 26 out 2005 | Kitt Peak     | Spacewatch          | —         | MPC                           |
| 255169     | 2005 UC210 | 27 out 2005 | Kitt Peak     | Spacewatch          | Ursula    | MPC                           |
| 255170     | 2005 UN217 | 28 out 2005 | Socorro       | LINEAR              | —         | MPC                           |
| 255171     | 2005 UQ217 | 22 out 2005 | Kitt Peak     | Spacewatch          | Ursula    | MPC                           |
| 255172     | 2005 UO221 | 25 out 2005 | Kitt Peak     | Spacewatch          | —         | MPC                           |
| 255173     | 2005 UE222 | 25 out 2005 | Kitt Peak     | Spacewatch          | —         | MPC                           |
| 255174     | 2005 UL226 | 25 out 2005 | Kitt Peak     | Spacewatch          | Brangane  | MPC                           |
| 255175     | 2005 UU230 | 25 out 2005 | Mount Lemmon  | Mount Lemmon Survey | —         | MPC                           |
| 255176     | 2005 UL236 | 25 out 2005 | Kitt Peak     | Spacewatch          | Brangane  | MPC                           |
| 255177     | 2005 UA239 | 25 out 2005 | Kitt Peak     | Spacewatch          | —         | MPC                           |
| 255178     | 2005 UJ241 | 25 out 2005 | Catalina      | CSS                 | Brangane  | MPC                           |
| 255179     | 2005 UD242 | 25 out 2005 | Kitt Peak     | Spacewatch          | —         | MPC                           |
| 255180     | 2005 UT246 | 27 out 2005 | Mount Lemmon  | Mount Lemmon Survey | —         | MPC                           |
| 255181     | 2005 UG248 | 28 out 2005 | Mount Lemmon  | Mount Lemmon Survey | —         | MPC                           |
| 255182     | 2005 UE255 | 24 out 2005 | Kitt Peak     | Spacewatch          | —         | MPC                           |
| 255183     | 2005 UJ256 | 25 out 2005 | Kitt Peak     | Spacewatch          | —         | MPC                           |
| 255184     | 2005 UR256 | 25 out 2005 | Kitt Peak     | Spacewatch          | Maria     | MPC                           |
| 255185     | 2005 UH258 | 25 out 2005 | Kitt Peak     | Spacewatch          | —         | MPC                           |
| 255186     | 2005 UG265 | 27 out 2005 | Kitt Peak     | Spacewatch          | —         | MPC                           |
| 255187     | 2005 UC279 | 24 out 2005 | Kitt Peak     | Spacewatch          | —         | MPC                           |
| 255188     | 2005 UK282 | 26 out 2005 | Kitt Peak     | Spacewatch          | Brangane  | MPC                           |
| 255189     | 2005 UV284 | 26 out 2005 | Kitt Peak     | Spacewatch          | —         | MPC                           |
| 255190     | 2005 UU287 | 26 out 2005 | Kitt Peak     | Spacewatch          | —         | MPC                           |
| 255191     | 2005 UF294 | 26 out 2005 | Kitt Peak     | Spacewatch          | —         | MPC                           |
| 255192     | 2005 UY299 | 26 out 2005 | Kitt Peak     | Spacewatch          | —         | MPC                           |
| 255193     | 2005 UA304 | 26 out 2005 | Kitt Peak     | Spacewatch          | Brangane  | MPC                           |
| 255194     | 2005 UH308 | 27 out 2005 | Mount Lemmon  | Mount Lemmon Survey | —         | MPC                           |
| 255195     | 2005 UB313 | 29 out 2005 | Catalina      | CSS                 | —         | MPC                           |
| 255196     | 2005 UH313 | 29 out 2005 | Catalina      | CSS                 | —         | MPC                           |
| 255197     | 2005 UA314 | 27 out 2005 | Catalina      | CSS                 | —         | MPC                           |
| 255198     | 2005 UX314 | 24 out 2005 | Kitt Peak     | Spacewatch          | —         | MPC                           |
| 255199     | 2005 UD319 | 27 out 2005 | Kitt Peak     | Spacewatch          | —         | MPC                           |
| 255200     | 2005 UE320 | 27 out 2005 | Kitt Peak     | Spacewatch          | Brangane  | MPC                           |

## 255201–255300
| Designação      | Designação | Descoberta  | Descoberta       | Descobridor(es)     | Categoria | Mais informações / Referência |
| Permanente      | Provisória | Data        | Local            | Descobridor(es)     | Categoria | Mais informações / Referência |
| --------------- | ---------- | ----------- | ---------------- | ------------------- | --------- | ----------------------------- |
| 255201          | 2005 UY321 | 27 out 2005 | Kitt Peak        | Spacewatch          | —         | MPC                           |
| 255202          | 2005 UU327 | 29 out 2005 | Catalina         | CSS                 | Brangane  | MPC                           |
| 255203          | 2005 UJ329 | 28 out 2005 | Mount Lemmon     | Mount Lemmon Survey | —         | MPC                           |
| 255204          | 2005 UM330 | 28 out 2005 | Mount Lemmon     | Mount Lemmon Survey | Brangane  | MPC                           |
| 255205          | 2005 UU337 | 31 out 2005 | Kitt Peak        | Spacewatch          | —         | MPC                           |
| 255206          | 2005 UD338 | 31 out 2005 | Kitt Peak        | Spacewatch          | Brangane  | MPC                           |
| 255207          | 2005 UG341 | 31 out 2005 | Socorro          | LINEAR              | —         | MPC                           |
| 255208          | 2005 UN343 | 31 out 2005 | Catalina         | CSS                 | —         | MPC                           |
| 255209          | 2005 UC349 | 25 out 2005 | Kitt Peak        | Spacewatch          | —         | MPC                           |
| 255210          | 2005 UH351 | 29 out 2005 | Catalina         | CSS                 | —         | MPC                           |
| 255211          | 2005 UN351 | 29 out 2005 | Catalina         | CSS                 | —         | MPC                           |
| 255212          | 2005 UL353 | 29 out 2005 | Catalina         | CSS                 | —         | MPC                           |
| 255213          | 2005 UW353 | 29 out 2005 | Catalina         | CSS                 | —         | MPC                           |
| 255214          | 2005 UQ354 | 29 out 2005 | Catalina         | CSS                 | —         | MPC                           |
| 255215          | 2005 UG355 | 29 out 2005 | Catalina         | CSS                 | —         | MPC                           |
| 255216          | 2005 UQ357 | 30 out 2005 | Catalina         | CSS                 | —         | MPC                           |
| 255217          | 2005 UX359 | 25 out 2005 | Mount Lemmon     | Mount Lemmon Survey | —         | MPC                           |
| 255218          | 2005 UR378 | 29 out 2005 | Mount Lemmon     | Mount Lemmon Survey | —         | MPC                           |
| 255219          | 2005 UZ384 | 27 out 2005 | Kitt Peak        | Spacewatch          | —         | MPC                           |
| 255220          | 2005 UY391 | 30 out 2005 | Kitt Peak        | Spacewatch          | —         | MPC                           |
| 255221          | 2005 UU392 | 30 out 2005 | Mount Lemmon     | Mount Lemmon Survey | —         | MPC                           |
| 255222          | 2005 UW397 | 29 out 2005 | Catalina         | CSS                 | —         | MPC                           |
| 255223          | 2005 UQ398 | 30 out 2005 | Socorro          | LINEAR              | —         | MPC                           |
| 255224          | 2005 UD399 | 30 out 2005 | Mount Lemmon     | Mount Lemmon Survey | Brangane  | MPC                           |
| 255225          | 2005 UM408 | 31 out 2005 | Mount Lemmon     | Mount Lemmon Survey | —         | MPC                           |
| 255226          | 2005 UU411 | 31 out 2005 | Mount Lemmon     | Mount Lemmon Survey | —         | MPC                           |
| 255227          | 2005 UO420 | 25 out 2005 | Mount Lemmon     | Mount Lemmon Survey | —         | MPC                           |
| 255228          | 2005 UH422 | 27 out 2005 | Mount Lemmon     | Mount Lemmon Survey | —         | MPC                           |
| 255229          | 2005 UY424 | 28 out 2005 | Kitt Peak        | Spacewatch          | —         | MPC                           |
| 255230          | 2005 UZ432 | 28 out 2005 | Kitt Peak        | Spacewatch          | Brangane  | MPC                           |
| 255231          | 2005 UD438 | 27 out 2005 | Kitt Peak        | Spacewatch          | —         | MPC                           |
| 255232          | 2005 UF438 | 27 out 2005 | Mount Lemmon     | Mount Lemmon Survey | —         | MPC                           |
| 255233          | 2005 UT438 | 28 out 2005 | Mount Lemmon     | Mount Lemmon Survey | —         | MPC                           |
| 255234          | 2005 UO439 | 29 out 2005 | Catalina         | CSS                 | —         | MPC                           |
| 255235          | 2005 UH440 | 29 out 2005 | Catalina         | CSS                 | Brangane  | MPC                           |
| 255236          | 2005 UK440 | 29 out 2005 | Catalina         | CSS                 | —         | MPC                           |
| 255237          | 2005 UF443 | 30 out 2005 | Socorro          | LINEAR              | —         | MPC                           |
| 255238          | 2005 UZ444 | 31 out 2005 | Kitt Peak        | Spacewatch          | —         | MPC                           |
| 255239          | 2005 UM446 | 29 out 2005 | Catalina         | CSS                 | —         | MPC                           |
| 255240          | 2005 UM447 | 29 out 2005 | Catalina         | CSS                 | —         | MPC                           |
| 255241          | 2005 UP459 | 27 out 2005 | Mount Lemmon     | Mount Lemmon Survey | —         | MPC                           |
| 255242          | 2005 UW460 | 28 out 2005 | Mount Lemmon     | Mount Lemmon Survey | —         | MPC                           |
| 255243          | 2005 UD482 | 22 out 2005 | Catalina         | CSS                 | —         | MPC                           |
| 255244          | 2005 UC485 | 22 out 2005 | Catalina         | CSS                 | —         | MPC                           |
| 255245          | 2005 UJ495 | 26 out 2005 | Anderson Mesa    | LONEOS              | —         | MPC                           |
| 255246          | 2005 UE497 | 27 out 2005 | Socorro          | LINEAR              | —         | MPC                           |
| 255247          | 2005 UB500 | 27 out 2005 | Anderson Mesa    | LONEOS              | Brangane  | MPC                           |
| 255248          | 2005 UR508 | 22 out 2005 | Kitt Peak        | Spacewatch          | —         | MPC                           |
| 255249          | 2005 UZ508 | 25 out 2005 | Mount Lemmon     | Mount Lemmon Survey | —         | MPC                           |
| 255250          | 2005 UP510 | 25 out 2005 | Mount Lemmon     | Mount Lemmon Survey | —         | MPC                           |
| 255251          | 2005 UR511 | 28 out 2005 | Kitt Peak        | Spacewatch          | —         | MPC                           |
| 255252          | 2005 UA514 | 28 out 2005 | Mount Lemmon     | Mount Lemmon Survey | —         | MPC                           |
| 255253          | 2005 US519 | 26 out 2005 | Apache Point     | A. C. Becker        | —         | MPC                           |
| 255254          | 2005 US523 | 27 out 2005 | Apache Point     | A. C. Becker        | —         | MPC                           |
| 255255          | 2005 UP524 | 24 out 2005 | Kitt Peak        | Spacewatch          | —         | MPC                           |
| 255256          | 2005 VL    | 2 nov 2005  | Socorro          | LINEAR              | —         | MPC                           |
| 255257 Mechwart | 2005 VR1   | 4 nov 2005  | Piszkéstető      | K. Sárneczky        | —         | MPC                           |
| 255258          | 2005 VH4   | 6 nov 2005  | Mayhill          | A. Lowe             | —         | MPC                           |
| 255259          | 2005 VQ6   | 6 nov 2005  | Kitt Peak        | Spacewatch          | —         | MPC                           |
| 255260          | 2005 VV6   | 6 nov 2005  | Mount Lemmon     | Mount Lemmon Survey | —         | MPC                           |
| 255261          | 2005 VU7   | 9 nov 2005  | Piszkéstető      | K. Sárneczky        | —         | MPC                           |
| 255262          | 2005 VH25  | 2 nov 2005  | Socorro          | LINEAR              | —         | MPC                           |
| 255263          | 2005 VG26  | 3 nov 2005  | Kitt Peak        | Spacewatch          | —         | MPC                           |
| 255264          | 2005 VG32  | 4 nov 2005  | Kitt Peak        | Spacewatch          | —         | MPC                           |
| 255265          | 2005 VH41  | 4 nov 2005  | Mount Lemmon     | Mount Lemmon Survey | —         | MPC                           |
| 255266          | 2005 VH42  | 3 nov 2005  | Catalina         | CSS                 | —         | MPC                           |
| 255267          | 2005 VE48  | 5 nov 2005  | Kitt Peak        | Spacewatch          | Brangane  | MPC                           |
| 255268          | 2005 VH49  | 1 nov 2005  | Socorro          | LINEAR              | —         | MPC                           |
| 255269          | 2005 VK49  | 1 nov 2005  | Kitt Peak        | Spacewatch          | Brangane  | MPC                           |
| 255270          | 2005 VV49  | 2 nov 2005  | Socorro          | LINEAR              | —         | MPC                           |
| 255271          | 2005 VS50  | 3 nov 2005  | Catalina         | CSS                 | —         | MPC                           |
| 255272          | 2005 VT52  | 3 nov 2005  | Mount Lemmon     | Mount Lemmon Survey | —         | MPC                           |
| 255273          | 2005 VV52  | 3 nov 2005  | Mount Lemmon     | Mount Lemmon Survey | Brangane  | MPC                           |
| 255274          | 2005 VJ53  | 3 nov 2005  | Mount Lemmon     | Mount Lemmon Survey | —         | MPC                           |
| 255275          | 2005 VD58  | 4 nov 2005  | Mount Lemmon     | Mount Lemmon Survey | —         | MPC                           |
| 255276          | 2005 VE59  | 5 nov 2005  | Mount Lemmon     | Mount Lemmon Survey | —         | MPC                           |
| 255277          | 2005 VZ60  | 5 nov 2005  | Catalina         | CSS                 | —         | MPC                           |
| 255278          | 2005 VU62  | 1 nov 2005  | Mount Lemmon     | Mount Lemmon Survey | —         | MPC                           |
| 255279          | 2005 VN63  | 1 nov 2005  | Mount Lemmon     | Mount Lemmon Survey | —         | MPC                           |
| 255280          | 2005 VU65  | 1 nov 2005  | Mount Lemmon     | Mount Lemmon Survey | —         | MPC                           |
| 255281          | 2005 VW71  | 1 nov 2005  | Mount Lemmon     | Mount Lemmon Survey | —         | MPC                           |
| 255282          | 2005 VX75  | 3 nov 2005  | Kitt Peak        | Spacewatch          | —         | MPC                           |
| 255283          | 2005 VA77  | 4 nov 2005  | Catalina         | CSS                 | —         | MPC                           |
| 255284          | 2005 VO77  | 5 nov 2005  | Kitt Peak        | Spacewatch          | —         | MPC                           |
| 255285          | 2005 VF78  | 6 nov 2005  | Kitt Peak        | Spacewatch          | —         | MPC                           |
| 255286          | 2005 VS78  | 6 nov 2005  | Socorro          | LINEAR              | Brangane  | MPC                           |
| 255287          | 2005 VS81  | 6 nov 2005  | Kitt Peak        | Spacewatch          | —         | MPC                           |
| 255288          | 2005 VE85  | 4 nov 2005  | Mount Lemmon     | Mount Lemmon Survey | —         | MPC                           |
| 255289          | 2005 VF90  | 6 nov 2005  | Kitt Peak        | Spacewatch          | —         | MPC                           |
| 255290          | 2005 VF99  | 10 nov 2005 | Catalina         | CSS                 | —         | MPC                           |
| 255291          | 2005 VJ102 | 1 nov 2005  | Kitt Peak        | Spacewatch          | —         | MPC                           |
| 255292          | 2005 VH107 | 5 nov 2005  | Kitt Peak        | Spacewatch          | —         | MPC                           |
| 255293          | 2005 VC109 | 6 nov 2005  | Mount Lemmon     | Mount Lemmon Survey | —         | MPC                           |
| 255294          | 2005 VS112 | 9 nov 2005  | Campo Imperatore | CINEOS              | Ursula    | MPC                           |
| 255295          | 2005 VO113 | 10 nov 2005 | Kitt Peak        | Spacewatch          | —         | MPC                           |
| 255296          | 2005 VD116 | 11 nov 2005 | Kitt Peak        | Spacewatch          | —         | MPC                           |
| 255297          | 2005 VB118 | 12 nov 2005 | Kitt Peak        | Spacewatch          | —         | MPC                           |
| 255298          | 2005 VB119 | 2 nov 2005  | Socorro          | LINEAR              | —         | MPC                           |
| 255299          | 2005 VQ119 | 5 nov 2005  | Anderson Mesa    | LONEOS              | —         | MPC                           |
| 255300          | 2005 VL120 | 10 nov 2005 | Catalina         | CSS                 | —         | MPC                           |

## 255301–255400
| Designação            | Designação | Descoberta  | Descoberta   | Descobridor(es)     | Categoria | Mais informações / Referência |
| Permanente            | Provisória | Data        | Local        | Descobridor(es)     | Categoria | Mais informações / Referência |
| --------------------- | ---------- | ----------- | ------------ | ------------------- | --------- | ----------------------------- |
| 255301                | 2005 VD121 | 12 nov 2005 | Catalina     | CSS                 | Eos       | MPC                           |
| 255302                | 2005 VK122 | 10 nov 2005 | Catalina     | CSS                 | —         | MPC                           |
| 255303                | 2005 VN125 | 2 nov 2005  | Catalina     | CSS                 | —         | MPC                           |
| 255304                | 2005 VO129 | 1 nov 2005  | Apache Point | A. C. Becker        | —         | MPC                           |
| 255305                | 2005 VN131 | 1 nov 2005  | Apache Point | A. C. Becker        | —         | MPC                           |
| 255306                | 2005 VH132 | 1 nov 2005  | Apache Point | A. C. Becker        | —         | MPC                           |
| 255307                | 2005 WR    | 20 nov 2005 | Wrightwood   | J. W. Young         | —         | MPC                           |
| 255308 Christianzuber | 2005 WB5   | 20 nov 2005 | Nogales      | J.-C. Merlin        | —         | MPC                           |
| 255309                | 2005 WJ8   | 21 nov 2005 | Kitt Peak    | Spacewatch          | —         | MPC                           |
| 255310                | 2005 WA12  | 22 nov 2005 | Kitt Peak    | Spacewatch          | Ursula    | MPC                           |
| 255311                | 2005 WC14  | 22 nov 2005 | Kitt Peak    | Spacewatch          | —         | MPC                           |
| 255312                | 2005 WA16  | 22 nov 2005 | Kitt Peak    | Spacewatch          | —         | MPC                           |
| 255313                | 2005 WJ19  | 24 nov 2005 | Palomar      | NEAT                | Brangane  | MPC                           |
| 255314                | 2005 WN19  | 24 nov 2005 | Palomar      | NEAT                | —         | MPC                           |
| 255315                | 2005 WV21  | 21 nov 2005 | Kitt Peak    | Spacewatch          | —         | MPC                           |
| 255316                | 2005 WZ23  | 21 nov 2005 | Kitt Peak    | Spacewatch          | —         | MPC                           |
| 255317                | 2005 WD25  | 21 nov 2005 | Kitt Peak    | Spacewatch          | —         | MPC                           |
| 255318                | 2005 WH26  | 21 nov 2005 | Kitt Peak    | Spacewatch          | —         | MPC                           |
| 255319                | 2005 WV26  | 21 nov 2005 | Kitt Peak    | Spacewatch          | —         | MPC                           |
| 255320                | 2005 WR27  | 21 nov 2005 | Kitt Peak    | Spacewatch          | —         | MPC                           |
| 255321                | 2005 WJ29  | 21 nov 2005 | Kitt Peak    | Spacewatch          | Brangane  | MPC                           |
| 255322                | 2005 WC30  | 21 nov 2005 | Kitt Peak    | Spacewatch          | —         | MPC                           |
| 255323                | 2005 WJ32  | 21 nov 2005 | Kitt Peak    | Spacewatch          | Ursula    | MPC                           |
| 255324                | 2005 WT32  | 21 nov 2005 | Kitt Peak    | Spacewatch          | —         | MPC                           |
| 255325                | 2005 WU32  | 21 nov 2005 | Kitt Peak    | Spacewatch          | —         | MPC                           |
| 255326                | 2005 WB34  | 21 nov 2005 | Kitt Peak    | Spacewatch          | —         | MPC                           |
| 255327                | 2005 WX34  | 21 nov 2005 | Junk Bond    | D. Healy            | —         | MPC                           |
| 255328                | 2005 WL36  | 22 nov 2005 | Kitt Peak    | Spacewatch          | Ursula    | MPC                           |
| 255329                | 2005 WA37  | 22 nov 2005 | Kitt Peak    | Spacewatch          | —         | MPC                           |
| 255330                | 2005 WW40  | 19 nov 2005 | Palomar      | NEAT                | —         | MPC                           |
| 255331                | 2005 WY40  | 20 nov 2005 | Palomar      | NEAT                | —         | MPC                           |
| 255332                | 2005 WR43  | 21 nov 2005 | Kitt Peak    | Spacewatch          | —         | MPC                           |
| 255333                | 2005 WS44  | 22 nov 2005 | Kitt Peak    | Spacewatch          | —         | MPC                           |
| 255334                | 2005 WP45  | 22 nov 2005 | Kitt Peak    | Spacewatch          | —         | MPC                           |
| 255335                | 2005 WC52  | 25 nov 2005 | Mount Lemmon | Mount Lemmon Survey | —         | MPC                           |
| 255336                | 2005 WX52  | 25 nov 2005 | Mount Lemmon | Mount Lemmon Survey | —         | MPC                           |
| 255337                | 2005 WC55  | 26 nov 2005 | Junk Bond    | D. Healy            | Eos       | MPC                           |
| 255338                | 2005 WP59  | 30 nov 2005 | Socorro      | LINEAR              | Juno      | MPC                           |
| 255339                | 2005 WZ59  | 21 nov 2005 | Catalina     | CSS                 | —         | MPC                           |
| 255340                | 2005 WO63  | 25 nov 2005 | Mount Lemmon | Mount Lemmon Survey | Ursula    | MPC                           |
| 255341                | 2005 WA64  | 25 nov 2005 | Kitt Peak    | Spacewatch          | —         | MPC                           |
| 255342                | 2005 WE65  | 25 nov 2005 | Palomar      | NEAT                | —         | MPC                           |
| 255343                | 2005 WY65  | 22 nov 2005 | Kitt Peak    | Spacewatch          | —         | MPC                           |
| 255344                | 2005 WW67  | 22 nov 2005 | Kitt Peak    | Spacewatch          | —         | MPC                           |
| 255345                | 2005 WC68  | 22 nov 2005 | Kitt Peak    | Spacewatch          | —         | MPC                           |
| 255346                | 2005 WB71  | 21 nov 2005 | Catalina     | CSS                 | —         | MPC                           |
| 255347                | 2005 WV75  | 25 nov 2005 | Kitt Peak    | Spacewatch          | —         | MPC                           |
| 255348                | 2005 WB77  | 25 nov 2005 | Kitt Peak    | Spacewatch          | —         | MPC                           |
| 255349                | 2005 WT77  | 25 nov 2005 | Kitt Peak    | Spacewatch          | —         | MPC                           |
| 255350                | 2005 WB82  | 28 nov 2005 | Socorro      | LINEAR              | —         | MPC                           |
| 255351                | 2005 WR83  | 26 nov 2005 | Mount Lemmon | Mount Lemmon Survey | —         | MPC                           |
| 255352                | 2005 WW83  | 26 nov 2005 | Mount Lemmon | Mount Lemmon Survey | —         | MPC                           |
| 255353                | 2005 WK88  | 28 nov 2005 | Mount Lemmon | Mount Lemmon Survey | Juno      | MPC                           |
| 255354                | 2005 WF90  | 26 nov 2005 | Mount Lemmon | Mount Lemmon Survey | —         | MPC                           |
| 255355                | 2005 WH93  | 25 nov 2005 | Mount Lemmon | Mount Lemmon Survey | —         | MPC                           |
| 255356                | 2005 WY93  | 26 nov 2005 | Kitt Peak    | Spacewatch          | —         | MPC                           |
| 255357                | 2005 WJ94  | 26 nov 2005 | Kitt Peak    | Spacewatch          | —         | MPC                           |
| 255358                | 2005 WJ97  | 26 nov 2005 | Mount Lemmon | Mount Lemmon Survey | —         | MPC                           |
| 255359                | 2005 WW97  | 26 nov 2005 | Kitt Peak    | Spacewatch          | —         | MPC                           |
| 255360                | 2005 WR99  | 28 nov 2005 | Mount Lemmon | Mount Lemmon Survey | —         | MPC                           |
| 255361                | 2005 WE100 | 28 nov 2005 | Catalina     | CSS                 | —         | MPC                           |
| 255362                | 2005 WT102 | 25 nov 2005 | Catalina     | CSS                 | Brangane  | MPC                           |
| 255363                | 2005 WB104 | 28 nov 2005 | Catalina     | CSS                 | —         | MPC                           |
| 255364                | 2005 WY104 | 29 nov 2005 | Catalina     | CSS                 | —         | MPC                           |
| 255365                | 2005 WZ104 | 29 nov 2005 | Catalina     | CSS                 | —         | MPC                           |
| 255366                | 2005 WZ105 | 29 nov 2005 | Catalina     | CSS                 | —         | MPC                           |
| 255367                | 2005 WE107 | 25 nov 2005 | Mount Lemmon | Mount Lemmon Survey | —         | MPC                           |
| 255368                | 2005 WA108 | 28 nov 2005 | Catalina     | CSS                 | —         | MPC                           |
| 255369                | 2005 WO110 | 30 nov 2005 | Kitt Peak    | Spacewatch          | —         | MPC                           |
| 255370                | 2005 WS111 | 30 nov 2005 | Socorro      | LINEAR              | —         | MPC                           |
| 255371                | 2005 WW111 | 30 nov 2005 | Socorro      | LINEAR              | Brangane  | MPC                           |
| 255372                | 2005 WR113 | 28 nov 2005 | Kitt Peak    | Spacewatch          | —         | MPC                           |
| 255373                | 2005 WL115 | 29 nov 2005 | Mount Lemmon | Mount Lemmon Survey | —         | MPC                           |
| 255374                | 2005 WY115 | 30 nov 2005 | Socorro      | LINEAR              | —         | MPC                           |
| 255375                | 2005 WL116 | 30 nov 2005 | Socorro      | LINEAR              | —         | MPC                           |
| 255376                | 2005 WW117 | 28 nov 2005 | Socorro      | LINEAR              | —         | MPC                           |
| 255377                | 2005 WO119 | 28 nov 2005 | Catalina     | CSS                 | Ursula    | MPC                           |
| 255378                | 2005 WA123 | 25 nov 2005 | Mount Lemmon | Mount Lemmon Survey | —         | MPC                           |
| 255379                | 2005 WB127 | 25 nov 2005 | Mount Lemmon | Mount Lemmon Survey | —         | MPC                           |
| 255380                | 2005 WS136 | 26 nov 2005 | Mount Lemmon | Mount Lemmon Survey | —         | MPC                           |
| 255381                | 2005 WL137 | 26 nov 2005 | Mount Lemmon | Mount Lemmon Survey | —         | MPC                           |
| 255382                | 2005 WL138 | 26 nov 2005 | Mount Lemmon | Mount Lemmon Survey | —         | MPC                           |
| 255383                | 2005 WG142 | 29 nov 2005 | Kitt Peak    | Spacewatch          | —         | MPC                           |
| 255384                | 2005 WS147 | 25 nov 2005 | Catalina     | CSS                 | —         | MPC                           |
| 255385                | 2005 WR151 | 28 nov 2005 | Socorro      | LINEAR              | —         | MPC                           |
| 255386                | 2005 WS151 | 28 nov 2005 | Socorro      | LINEAR              | —         | MPC                           |
| 255387                | 2005 WO152 | 29 nov 2005 | Kitt Peak    | Spacewatch          | —         | MPC                           |
| 255388                | 2005 WG156 | 29 nov 2005 | Palomar      | NEAT                | Brangane  | MPC                           |
| 255389                | 2005 WO158 | 28 nov 2005 | Socorro      | LINEAR              | Juno      | MPC                           |
| 255390                | 2005 WS158 | 28 nov 2005 | Mount Lemmon | Mount Lemmon Survey | —         | MPC                           |
| 255391                | 2005 WL159 | 29 nov 2005 | Catalina     | CSS                 | —         | MPC                           |
| 255392                | 2005 WS160 | 28 nov 2005 | Kitt Peak    | Spacewatch          | —         | MPC                           |
| 255393                | 2005 WG163 | 29 nov 2005 | Kitt Peak    | Spacewatch          | —         | MPC                           |
| 255394                | 2005 WE166 | 29 nov 2005 | Mount Lemmon | Mount Lemmon Survey | —         | MPC                           |
| 255395                | 2005 WX166 | 29 nov 2005 | Mount Lemmon | Mount Lemmon Survey | —         | MPC                           |
| 255396                | 2005 WY166 | 29 nov 2005 | Mount Lemmon | Mount Lemmon Survey | —         | MPC                           |
| 255397                | 2005 WS178 | 21 nov 2005 | Catalina     | CSS                 | —         | MPC                           |
| 255398                | 2005 WF182 | 25 nov 2005 | Catalina     | CSS                 | —         | MPC                           |
| 255399                | 2005 WF185 | 29 nov 2005 | Catalina     | CSS                 | —         | MPC                           |
| 255400                | 2005 WE186 | 30 nov 2005 | Socorro      | LINEAR              | —         | MPC                           |

## 255401–255500
| Designação | Designação | Descoberta  | Descoberta    | Descobridor(es)     | Categoria | Mais informações / Referência |
| Permanente | Provisória | Data        | Local         | Descobridor(es)     | Categoria | Mais informações / Referência |
| ---------- | ---------- | ----------- | ------------- | ------------------- | --------- | ----------------------------- |
| 255401     | 2005 WA188 | 30 nov 2005 | Catalina      | CSS                 | —         | MPC                           |
| 255402     | 2005 WA189 | 30 nov 2005 | Socorro       | LINEAR              | Brangane  | MPC                           |
| 255403     | 2005 WW189 | 19 nov 2005 | Palomar       | NEAT                | —         | MPC                           |
| 255404     | 2005 WQ190 | 21 nov 2005 | Catalina      | CSS                 | Brangane  | MPC                           |
| 255405     | 2005 WV197 | 22 nov 2005 | Kitt Peak     | Spacewatch          | —         | MPC                           |
| 255406     | 2005 WV207 | 26 nov 2005 | Kitt Peak     | Spacewatch          | —         | MPC                           |
| 255407     | 2005 WW207 | 28 nov 2005 | Kitt Peak     | Spacewatch          | Ursula    | MPC                           |
| 255408     | 2005 XP2   | 1 dez 2005  | Kitt Peak     | Spacewatch          | —         | MPC                           |
| 255409     | 2005 XA5   | 6 dez 2005  | Mayhill       | A. Lowe             | —         | MPC                           |
| 255410     | 2005 XF9   | 1 dez 2005  | Kitt Peak     | Spacewatch          | —         | MPC                           |
| 255411     | 2005 XY11  | 1 dez 2005  | Mount Lemmon  | Mount Lemmon Survey | —         | MPC                           |
| 255412     | 2005 XB12  | 1 dez 2005  | Socorro       | LINEAR              | —         | MPC                           |
| 255413     | 2005 XF14  | 1 dez 2005  | Kitt Peak     | Spacewatch          | —         | MPC                           |
| 255414     | 2005 XC19  | 2 dez 2005  | Mount Lemmon  | Mount Lemmon Survey | —         | MPC                           |
| 255415     | 2005 XQ23  | 2 dez 2005  | Mount Lemmon  | Mount Lemmon Survey | —         | MPC                           |
| 255416     | 2005 XT28  | 2 dez 2005  | Socorro       | LINEAR              | —         | MPC                           |
| 255417     | 2005 XK29  | 4 dez 2005  | Socorro       | LINEAR              | —         | MPC                           |
| 255418     | 2005 XO36  | 4 dez 2005  | Kitt Peak     | Spacewatch          | —         | MPC                           |
| 255419     | 2005 XH50  | 2 dez 2005  | Kitt Peak     | Spacewatch          | —         | MPC                           |
| 255420     | 2005 XQ56  | 5 dez 2005  | Socorro       | LINEAR              | —         | MPC                           |
| 255421     | 2005 XT56  | 6 dez 2005  | Kitt Peak     | Spacewatch          | —         | MPC                           |
| 255422     | 2005 XP58  | 2 dez 2005  | Mount Lemmon  | Mount Lemmon Survey | —         | MPC                           |
| 255423     | 2005 XB61  | 4 dez 2005  | Kitt Peak     | Spacewatch          | —         | MPC                           |
| 255424     | 2005 XD61  | 4 dez 2005  | Kitt Peak     | Spacewatch          | —         | MPC                           |
| 255425     | 2005 XO71  | 6 dez 2005  | Kitt Peak     | Spacewatch          | —         | MPC                           |
| 255426     | 2005 XS71  | 6 dez 2005  | Kitt Peak     | Spacewatch          | —         | MPC                           |
| 255427     | 2005 XH73  | 6 dez 2005  | Kitt Peak     | Spacewatch          | —         | MPC                           |
| 255428     | 2005 XM74  | 6 dez 2005  | Kitt Peak     | Spacewatch          | —         | MPC                           |
| 255429     | 2005 XH76  | 7 dez 2005  | Kitt Peak     | Spacewatch          | —         | MPC                           |
| 255430     | 2005 XC77  | 8 dez 2005  | Kitt Peak     | Spacewatch          | —         | MPC                           |
| 255431     | 2005 XC79  | 4 dez 2005  | Catalina      | CSS                 | Eunomia   | MPC                           |
| 255432     | 2005 XG79  | 8 dez 2005  | Catalina      | CSS                 | —         | MPC                           |
| 255433     | 2005 XB82  | 8 dez 2005  | Kitt Peak     | Spacewatch          | —         | MPC                           |
| 255434     | 2005 XG82  | 8 dez 2005  | Kitt Peak     | Spacewatch          | —         | MPC                           |
| 255435     | 2005 XH82  | 10 dez 2005 | Kitt Peak     | Spacewatch          | —         | MPC                           |
| 255436     | 2005 XS83  | 5 dez 2005  | Socorro       | LINEAR              | —         | MPC                           |
| 255437     | 2005 XK84  | 8 dez 2005  | Socorro       | LINEAR              | —         | MPC                           |
| 255438     | 2005 XE87  | 10 dez 2005 | Kitt Peak     | Spacewatch          | Ursula    | MPC                           |
| 255439     | 2005 XE117 | 8 dez 2005  | Kitt Peak     | Spacewatch          | —         | MPC                           |
| 255440     | 2005 YW2   | 21 dez 2005 | Catalina      | CSS                 | —         | MPC                           |
| 255441     | 2005 YF4   | 23 dez 2005 | Socorro       | LINEAR              | Juno      | MPC                           |
| 255442     | 2005 YW11  | 21 dez 2005 | Kitt Peak     | Spacewatch          | —         | MPC                           |
| 255443     | 2005 YB14  | 22 dez 2005 | Kitt Peak     | Spacewatch          | —         | MPC                           |
| 255444     | 2005 YC14  | 22 dez 2005 | Kitt Peak     | Spacewatch          | Ursula    | MPC                           |
| 255445     | 2005 YO20  | 24 dez 2005 | Kitt Peak     | Spacewatch          | —         | MPC                           |
| 255446     | 2005 YV21  | 24 dez 2005 | Kitt Peak     | Spacewatch          | —         | MPC                           |
| 255447     | 2005 YN24  | 24 dez 2005 | Kitt Peak     | Spacewatch          | —         | MPC                           |
| 255448     | 2005 YB26  | 24 dez 2005 | Kitt Peak     | Spacewatch          | —         | MPC                           |
| 255449     | 2005 YJ30  | 21 dez 2005 | Kitt Peak     | Spacewatch          | —         | MPC                           |
| 255450     | 2005 YZ35  | 25 dez 2005 | Kitt Peak     | Spacewatch          | —         | MPC                           |
| 255451     | 2005 YB36  | 25 dez 2005 | Kitt Peak     | Spacewatch          | —         | MPC                           |
| 255452     | 2005 YC38  | 21 dez 2005 | Catalina      | CSS                 | —         | MPC                           |
| 255453     | 2005 YW42  | 24 dez 2005 | Kitt Peak     | Spacewatch          | —         | MPC                           |
| 255454     | 2005 YP47  | 26 dez 2005 | Kitt Peak     | Spacewatch          | —         | MPC                           |
| 255455     | 2005 YC50  | 25 dez 2005 | Kitt Peak     | Spacewatch          | —         | MPC                           |
| 255456     | 2005 YW52  | 22 dez 2005 | Catalina      | CSS                 | —         | MPC                           |
| 255457     | 2005 YG55  | 25 dez 2005 | Kitt Peak     | Spacewatch          | —         | MPC                           |
| 255458     | 2005 YW72  | 24 dez 2005 | Kitt Peak     | Spacewatch          | —         | MPC                           |
| 255459     | 2005 YB76  | 24 dez 2005 | Kitt Peak     | Spacewatch          | —         | MPC                           |
| 255460     | 2005 YS77  | 24 dez 2005 | Kitt Peak     | Spacewatch          | —         | MPC                           |
| 255461     | 2005 YO78  | 24 dez 2005 | Kitt Peak     | Spacewatch          | —         | MPC                           |
| 255462     | 2005 YP82  | 24 dez 2005 | Kitt Peak     | Spacewatch          | —         | MPC                           |
| 255463     | 2005 YC84  | 24 dez 2005 | Kitt Peak     | Spacewatch          | —         | MPC                           |
| 255464     | 2005 YJ86  | 25 dez 2005 | Mount Lemmon  | Mount Lemmon Survey | —         | MPC                           |
| 255465     | 2005 YU86  | 25 dez 2005 | Mount Lemmon  | Mount Lemmon Survey | Ursula    | MPC                           |
| 255466     | 2005 YG93  | 27 dez 2005 | Kitt Peak     | Spacewatch          | —         | MPC                           |
| 255467     | 2005 YG98  | 25 dez 2005 | Kitt Peak     | Spacewatch          | —         | MPC                           |
| 255468     | 2005 YJ112 | 25 dez 2005 | Mount Lemmon  | Mount Lemmon Survey | Ursula    | MPC                           |
| 255469     | 2005 YK121 | 28 dez 2005 | Mount Lemmon  | Mount Lemmon Survey | —         | MPC                           |
| 255470     | 2005 YV123 | 24 dez 2005 | Palomar       | NEAT                | —         | MPC                           |
| 255471     | 2005 YP127 | 28 dez 2005 | Socorro       | LINEAR              | —         | MPC                           |
| 255472     | 2005 YG142 | 28 dez 2005 | Mount Lemmon  | Mount Lemmon Survey | —         | MPC                           |
| 255473     | 2005 YW158 | 27 dez 2005 | Kitt Peak     | Spacewatch          | —         | MPC                           |
| 255474     | 2005 YJ165 | 30 dez 2005 | Socorro       | LINEAR              | Brangane  | MPC                           |
| 255475     | 2005 YN165 | 30 dez 2005 | Socorro       | LINEAR              | —         | MPC                           |
| 255476     | 2005 YR167 | 27 dez 2005 | Kitt Peak     | Spacewatch          | —         | MPC                           |
| 255477     | 2005 YP169 | 30 dez 2005 | Socorro       | LINEAR              | —         | MPC                           |
| 255478     | 2005 YR181 | 24 dez 2005 | Socorro       | LINEAR              | —         | MPC                           |
| 255479     | 2005 YF185 | 27 dez 2005 | Kitt Peak     | Spacewatch          | Ursula    | MPC                           |
| 255480     | 2005 YB209 | 22 dez 2005 | Catalina      | CSS                 | —         | MPC                           |
| 255481     | 2005 YR214 | 30 dez 2005 | Catalina      | CSS                 | —         | MPC                           |
| 255482     | 2005 YS214 | 30 dez 2005 | Catalina      | CSS                 | —         | MPC                           |
| 255483     | 2005 YU222 | 21 dez 2005 | Kitt Peak     | Spacewatch          | —         | MPC                           |
| 255484     | 2005 YY231 | 28 dez 2005 | Kitt Peak     | Spacewatch          | —         | MPC                           |
| 255485     | 2005 YL235 | 28 dez 2005 | Mount Lemmon  | Mount Lemmon Survey | —         | MPC                           |
| 255486     | 2005 YZ275 | 21 dez 2005 | Kitt Peak     | Spacewatch          | —         | MPC                           |
| 255487     | 2006 AT4   | 2 jan 2006  | Catalina      | CSS                 | —         | MPC                           |
| 255488     | 2006 AN6   | 5 jan 2006  | Socorro       | LINEAR              | Brangane  | MPC                           |
| 255489     | 2006 AS7   | 5 jan 2006  | Catalina      | CSS                 | —         | MPC                           |
| 255490     | 2006 AY7   | 7 jan 2006  | Anderson Mesa | LONEOS              | —         | MPC                           |
| 255491     | 2006 AO20  | 5 jan 2006  | Catalina      | CSS                 | —         | MPC                           |
| 255492     | 2006 AL28  | 6 jan 2006  | Kitt Peak     | Spacewatch          | —         | MPC                           |
| 255493     | 2006 AP34  | 6 jan 2006  | Catalina      | CSS                 | —         | MPC                           |
| 255494     | 2006 AJ36  | 4 jan 2006  | Kitt Peak     | Spacewatch          | —         | MPC                           |
| 255495     | 2006 AZ68  | 6 jan 2006  | Kitt Peak     | Spacewatch          | —         | MPC                           |
| 255496     | 2006 AE75  | 2 jan 2006  | Socorro       | LINEAR              | —         | MPC                           |
| 255497     | 2006 AX83  | 5 jan 2006  | Catalina      | CSS                 | Brangane  | MPC                           |
| 255498     | 2006 AV85  | 10 jan 2006 | Catalina      | CSS                 | —         | MPC                           |
| 255499     | 2006 AX96  | 2 jan 2006  | Catalina      | CSS                 | —         | MPC                           |
| 255500     | 2006 AX97  | 7 jan 2006  | Catalina      | CSS                 | Juno      | MPC                           |

## 255501–255600
| Designação           | Designação | Descoberta  | Descoberta           | Descobridor(es)     | Categoria | Mais informações / Referência |
| Permanente           | Provisória | Data        | Local                | Descobridor(es)     | Categoria | Mais informações / Referência |
| -------------------- | ---------- | ----------- | -------------------- | ------------------- | --------- | ----------------------------- |
| 255501               | 2006 BG    | 20 jan 2006 | Catalina             | CSS                 | —         | MPC                           |
| 255502               | 2006 BR1   | 20 jan 2006 | Kitt Peak            | Spacewatch          | —         | MPC                           |
| 255503               | 2006 BS17  | 22 jan 2006 | Anderson Mesa        | LONEOS              | —         | MPC                           |
| 255504               | 2006 BV26  | 22 jan 2006 | Catalina             | CSS                 | —         | MPC                           |
| 255505               | 2006 BE27  | 20 jan 2006 | Kitt Peak            | Spacewatch          | —         | MPC                           |
| 255506               | 2006 BR55  | 27 jan 2006 | Mayhill              | R. Hutsebaut        | —         | MPC                           |
| 255507               | 2006 BC74  | 23 jan 2006 | Kitt Peak            | Spacewatch          | —         | MPC                           |
| 255508               | 2006 BG83  | 24 jan 2006 | Socorro              | LINEAR              | —         | MPC                           |
| 255509               | 2006 BR96  | 26 jan 2006 | Kitt Peak            | Spacewatch          | —         | MPC                           |
| 255510               | 2006 BM145 | 23 jan 2006 | Socorro              | LINEAR              | Ursula    | MPC                           |
| 255511               | 2006 BO145 | 23 jan 2006 | Socorro              | LINEAR              | —         | MPC                           |
| 255512               | 2006 BT166 | 26 jan 2006 | Mount Lemmon         | Mount Lemmon Survey | Ursula    | MPC                           |
| 255513               | 2006 BO185 | 28 jan 2006 | Anderson Mesa        | LONEOS              | —         | MPC                           |
| 255514               | 2006 BF214 | 23 jan 2006 | Catalina             | CSS                 | —         | MPC                           |
| 255515               | 2006 BU226 | 30 jan 2006 | Catalina             | CSS                 | —         | MPC                           |
| 255516               | 2006 BP260 | 31 jan 2006 | Kitt Peak            | Spacewatch          | —         | MPC                           |
| 255517               | 2006 BY267 | 26 jan 2006 | Catalina             | CSS                 | Ursula    | MPC                           |
| 255518               | 2006 CL42  | 2 fev 2006  | Kitt Peak            | Spacewatch          | —         | MPC                           |
| 255519               | 2006 CN61  | 3 fev 2006  | Anderson Mesa        | LONEOS              | —         | MPC                           |
| 255520               | 2006 CN67  | 6 fev 2006  | Mount Lemmon         | Mount Lemmon Survey | —         | MPC                           |
| 255521               | 2006 DV4   | 20 fev 2006 | Kitt Peak            | Spacewatch          | —         | MPC                           |
| 255522               | 2006 DQ5   | 20 fev 2006 | Catalina             | CSS                 | —         | MPC                           |
| 255523               | 2006 DV61  | 20 fev 2006 | Socorro              | LINEAR              | —         | MPC                           |
| 255524               | 2006 DY69  | 20 fev 2006 | Kitt Peak            | Spacewatch          | —         | MPC                           |
| 255525               | 2006 DU215 | 24 fev 2006 | Kitt Peak            | Spacewatch          | —         | MPC                           |
| 255526               | 2006 ET42  | 4 mar 2006  | Kitt Peak            | Spacewatch          | —         | MPC                           |
| 255527               | 2006 ET44  | 2 mar 2006  | Kitt Peak            | Spacewatch          | —         | MPC                           |
| 255528               | 2006 FP21  | 24 mar 2006 | Mount Lemmon         | Mount Lemmon Survey | —         | MPC                           |
| 255529               | 2006 FL49  | 25 mar 2006 | Catalina             | CSS                 | —         | MPC                           |
| 255530               | 2006 FK51  | 24 mar 2006 | Kitt Peak            | Spacewatch          | —         | MPC                           |
| 255531               | 2006 GS1   | 2 abr 2006  | Kitt Peak            | Spacewatch          | —         | MPC                           |
| 255532               | 2006 HU19  | 19 abr 2006 | Mount Lemmon         | Mount Lemmon Survey | —         | MPC                           |
| 255533               | 2006 HC25  | 20 abr 2006 | Kitt Peak            | Spacewatch          | —         | MPC                           |
| 255534               | 2006 HK40  | 21 abr 2006 | Catalina             | CSS                 | —         | MPC                           |
| 255535               | 2006 HS56  | 19 abr 2006 | Catalina             | CSS                 | —         | MPC                           |
| 255536               | 2006 HB60  | 25 abr 2006 | Palomar              | NEAT                | —         | MPC                           |
| 255537               | 2006 HB66  | 24 abr 2006 | Kitt Peak            | Spacewatch          | —         | MPC                           |
| 255538               | 2006 HD80  | 26 abr 2006 | Kitt Peak            | Spacewatch          | —         | MPC                           |
| 255539               | 2006 HX81  | 26 abr 2006 | Kitt Peak            | Spacewatch          | —         | MPC                           |
| 255540               | 2006 HY105 | 29 abr 2006 | Siding Spring        | SSS                 | —         | MPC                           |
| 255541               | 2006 HV111 | 30 abr 2006 | Catalina             | CSS                 | —         | MPC                           |
| 255542               | 2006 HB120 | 30 abr 2006 | Kitt Peak            | Spacewatch          | —         | MPC                           |
| 255543               | 2006 JW6   | 1 mai 2006  | Kitt Peak            | Spacewatch          | —         | MPC                           |
| 255544               | 2006 JX8   | 1 mai 2006  | Kitt Peak            | Spacewatch          | —         | MPC                           |
| 255545               | 2006 JC13  | 1 mai 2006  | Kitt Peak            | Spacewatch          | —         | MPC                           |
| 255546               | 2006 JE14  | 4 mai 2006  | Mount Lemmon         | Mount Lemmon Survey | —         | MPC                           |
| 255547               | 2006 JT19  | 2 mai 2006  | Mount Lemmon         | Mount Lemmon Survey | —         | MPC                           |
| 255548               | 2006 JM25  | 5 mai 2006  | Mount Lemmon         | Mount Lemmon Survey | —         | MPC                           |
| 255549               | 2006 JP25  | 5 mai 2006  | Mount Lemmon         | Mount Lemmon Survey | —         | MPC                           |
| 255550               | 2006 JB26  | 2 mai 2006  | Reedy Creek          | J. Broughton        | —         | MPC                           |
| 255551               | 2006 JF29  | 3 mai 2006  | Kitt Peak            | Spacewatch          | —         | MPC                           |
| 255552               | 2006 JL39  | 6 mai 2006  | Mount Lemmon         | Mount Lemmon Survey | —         | MPC                           |
| 255553               | 2006 JN46  | 7 mai 2006  | Kitt Peak            | Spacewatch          | —         | MPC                           |
| 255554               | 2006 JK52  | 5 mai 2006  | Mount Lemmon         | Mount Lemmon Survey | —         | MPC                           |
| 255555               | 2006 JR57  | 8 mai 2006  | Mount Lemmon         | Mount Lemmon Survey | —         | MPC                           |
| 255556               | 2006 KE4   | 19 mai 2006 | Catalina             | CSS                 | —         | MPC                           |
| 255557               | 2006 KQ11  | 19 mai 2006 | Palomar              | NEAT                | Phocaea   | MPC                           |
| 255558               | 2006 KS20  | 18 mai 2006 | Palomar              | NEAT                | —         | MPC                           |
| 255559               | 2006 KK27  | 20 mai 2006 | Mount Lemmon         | Mount Lemmon Survey | —         | MPC                           |
| 255560               | 2006 KS27  | 20 mai 2006 | Kitt Peak            | Spacewatch          | —         | MPC                           |
| 255561               | 2006 KY42  | 20 mai 2006 | Mount Lemmon         | Mount Lemmon Survey | —         | MPC                           |
| 255562               | 2006 KT43  | 20 mai 2006 | Siding Spring        | SSS                 | —         | MPC                           |
| 255563               | 2006 KH49  | 21 mai 2006 | Kitt Peak            | Spacewatch          | —         | MPC                           |
| 255564               | 2006 KM51  | 21 mai 2006 | Kitt Peak            | Spacewatch          | —         | MPC                           |
| 255565               | 2006 KY65  | 24 mai 2006 | Mount Lemmon         | Mount Lemmon Survey | —         | MPC                           |
| 255566               | 2006 KK77  | 24 mai 2006 | Mount Lemmon         | Mount Lemmon Survey | —         | MPC                           |
| 255567               | 2006 KS80  | 25 mai 2006 | Mount Lemmon         | Mount Lemmon Survey | —         | MPC                           |
| 255568               | 2006 KZ82  | 19 mai 2006 | Mount Lemmon         | Mount Lemmon Survey | —         | MPC                           |
| 255569               | 2006 KS85  | 20 mai 2006 | Siding Spring        | SSS                 | —         | MPC                           |
| 255570               | 2006 KP86  | 24 mai 2006 | Palomar              | NEAT                | —         | MPC                           |
| 255571               | 2006 KY100 | 24 mai 2006 | Mount Lemmon         | Mount Lemmon Survey | —         | MPC                           |
| 255572               | 2006 KA107 | 31 mai 2006 | Mount Lemmon         | Mount Lemmon Survey | —         | MPC                           |
| 255573               | 2006 KW107 | 31 mai 2006 | Mount Lemmon         | Mount Lemmon Survey | —         | MPC                           |
| 255574               | 2006 KW117 | 31 mai 2006 | Mount Lemmon         | Mount Lemmon Survey | —         | MPC                           |
| 255575               | 2006 KM120 | 31 mai 2006 | Kitt Peak            | Spacewatch          | —         | MPC                           |
| 255576               | 2006 KU120 | 19 mai 2006 | Anderson Mesa        | LONEOS              | —         | MPC                           |
| 255577               | 2006 KY123 | 25 mai 2006 | Kitt Peak            | Spacewatch          | —         | MPC                           |
| 255578               | 2006 KO126 | 26 mai 2006 | Mount Lemmon         | Mount Lemmon Survey | —         | MPC                           |
| 255579               | 2006 LQ1   | 5 jun 2006  | Socorro              | LINEAR              | —         | MPC                           |
| 255580               | 2006 LW4   | 9 jun 2006  | Palomar              | NEAT                | —         | MPC                           |
| 255581               | 2006 LM5   | 15 jun 2006 | Lulin Observatory    | Q.-z. Ye            | —         | MPC                           |
| 255582               | 2006 LY6   | 11 jun 2006 | Palomar              | NEAT                | —         | MPC                           |
| 255583               | 2006 MH3   | 19 jun 2006 | Mount Lemmon         | Mount Lemmon Survey | —         | MPC                           |
| 255584               | 2006 MH9   | 19 jun 2006 | Mount Lemmon         | Mount Lemmon Survey | —         | MPC                           |
| 255585               | 2006 NZ    | 8 jul 2006  | Siding Spring        | SSS                 | —         | MPC                           |
| 255586               | 2006 OU1   | 17 jul 2006 | Reedy Creek          | J. Broughton        | —         | MPC                           |
| 255587 Gardenia      | 2006 OU4   | 21 jul 2006 | Vallemare di Borbona | V. S. Casulli       | —         | MPC                           |
| 255588               | 2006 OJ5   | 18 jul 2006 | Mayhill              | iTelescope Obs.     | —         | MPC                           |
| 255589               | 2006 OM5   | 19 jul 2006 | Palomar              | NEAT                | —         | MPC                           |
| 255590               | 2006 ON5   | 19 jul 2006 | Palomar              | NEAT                | —         | MPC                           |
| 255591               | 2006 OB6   | 21 jul 2006 | Socorro              | LINEAR              | —         | MPC                           |
| 255592               | 2006 OG10  | 24 jul 2006 | Vicques              | M. Ory              | —         | MPC                           |
| 255593               | 2006 OW10  | 26 jul 2006 | Hibiscus             | S. F. Hönig         | —         | MPC                           |
| 255594               | 2006 OE14  | 25 jul 2006 | Palomar              | NEAT                | —         | MPC                           |
| 255595               | 2006 OB15  | 26 jul 2006 | Reedy Creek          | J. Broughton        | —         | MPC                           |
| 255596               | 2006 OD16  | 20 jul 2006 | Reedy Creek          | J. Broughton        | —         | MPC                           |
| 255597               | 2006 OL17  | 25 jul 2006 | Palomar              | NEAT                | Mitidika  | MPC                           |
| 255598 Paullauterbur | 2006 PE1   | 13 ago 2006 | Vallemare Borbon     | V. S. Casulli       | —         | MPC                           |
| 255599               | 2006 PC2   | 12 ago 2006 | Palomar              | NEAT                | —         | MPC                           |
| 255600               | 2006 PC4   | 15 ago 2006 | Reedy Creek          | J. Broughton        | —         | MPC                           |

## 255601–255700
| Designação | Designação | Descoberta  | Descoberta        | Descobridor(es)     | Categoria | Mais informações / Referência |
| Permanente | Provisória | Data        | Local             | Descobridor(es)     | Categoria | Mais informações / Referência |
| ---------- | ---------- | ----------- | ----------------- | ------------------- | --------- | ----------------------------- |
| 255601     | 2006 PD4   | 15 ago 2006 | Reedy Creek       | J. Broughton        | —         | MPC                           |
| 255602     | 2006 PG7   | 12 ago 2006 | Palomar           | NEAT                | —         | MPC                           |
| 255603     | 2006 PD8   | 12 ago 2006 | Lulin Observatory | H.-C. Lin, Q.-z. Ye | —         | MPC                           |
| 255604     | 2006 PY10  | 13 ago 2006 | Palomar           | NEAT                | —         | MPC                           |
| 255605     | 2006 PZ11  | 13 ago 2006 | Palomar           | NEAT                | —         | MPC                           |
| 255606     | 2006 PA12  | 13 ago 2006 | Palomar           | NEAT                | —         | MPC                           |
| 255607     | 2006 PR13  | 14 ago 2006 | Siding Spring     | SSS                 | —         | MPC                           |
| 255608     | 2006 PS13  | 14 ago 2006 | Siding Spring     | SSS                 | —         | MPC                           |
| 255609     | 2006 PY14  | 15 ago 2006 | Palomar           | NEAT                | —         | MPC                           |
| 255610     | 2006 PT15  | 15 ago 2006 | Palomar           | NEAT                | —         | MPC                           |
| 255611     | 2006 PZ15  | 15 ago 2006 | Palomar           | NEAT                | —         | MPC                           |
| 255612     | 2006 PW16  | 15 ago 2006 | Palomar           | NEAT                | Mitidika  | MPC                           |
| 255613     | 2006 PF17  | 15 ago 2006 | Palomar           | NEAT                | —         | MPC                           |
| 255614     | 2006 PS17  | 15 ago 2006 | Palomar           | NEAT                | —         | MPC                           |
| 255615     | 2006 PK18  | 13 ago 2006 | Palomar           | NEAT                | Mitidika  | MPC                           |
| 255616     | 2006 PK19  | 13 ago 2006 | Palomar           | NEAT                | —         | MPC                           |
| 255617     | 2006 PE21  | 15 ago 2006 | Palomar           | NEAT                | Mitidika  | MPC                           |
| 255618     | 2006 PP21  | 15 ago 2006 | Palomar           | NEAT                | —         | MPC                           |
| 255619     | 2006 PG22  | 15 ago 2006 | Palomar           | NEAT                | —         | MPC                           |
| 255620     | 2006 PV22  | 15 ago 2006 | Palomar           | NEAT                | Mitidika  | MPC                           |
| 255621     | 2006 PX22  | 15 ago 2006 | Palomar           | NEAT                | —         | MPC                           |
| 255622     | 2006 PR25  | 13 ago 2006 | Palomar           | NEAT                | —         | MPC                           |
| 255623     | 2006 PV25  | 13 ago 2006 | Palomar           | NEAT                | —         | MPC                           |
| 255624     | 2006 PA28  | 14 ago 2006 | Siding Spring     | SSS                 | —         | MPC                           |
| 255625     | 2006 PC28  | 14 ago 2006 | Siding Spring     | SSS                 | —         | MPC                           |
| 255626     | 2006 PZ29  | 12 ago 2006 | Palomar           | NEAT                | —         | MPC                           |
| 255627     | 2006 PL32  | 15 ago 2006 | Palomar           | NEAT                | —         | MPC                           |
| 255628     | 2006 PT39  | 14 ago 2006 | Palomar           | NEAT                | —         | MPC                           |
| 255629     | 2006 PP42  | 14 ago 2006 | Siding Spring     | SSS                 | —         | MPC                           |
| 255630     | 2006 QL1   | 16 ago 2006 | Siding Spring     | SSS                 | —         | MPC                           |
| 255631     | 2006 QN1   | 16 ago 2006 | Siding Spring     | SSS                 | —         | MPC                           |
| 255632     | 2006 QO2   | 17 ago 2006 | Palomar           | NEAT                | —         | MPC                           |
| 255633     | 2006 QP2   | 17 ago 2006 | Palomar           | NEAT                | —         | MPC                           |
| 255634     | 2006 QR2   | 17 ago 2006 | Palomar           | NEAT                | —         | MPC                           |
| 255635     | 2006 QB5   | 19 ago 2006 | Kitt Peak         | Spacewatch          | —         | MPC                           |
| 255636     | 2006 QJ6   | 17 ago 2006 | Palomar           | NEAT                | —         | MPC                           |
| 255637     | 2006 QL6   | 17 ago 2006 | Socorro           | LINEAR              | —         | MPC                           |
| 255638     | 2006 QN6   | 17 ago 2006 | Palomar           | NEAT                | —         | MPC                           |
| 255639     | 2006 QR7   | 19 ago 2006 | Kitt Peak         | Spacewatch          | —         | MPC                           |
| 255640     | 2006 QL8   | 19 ago 2006 | Kitt Peak         | Spacewatch          | —         | MPC                           |
| 255641     | 2006 QH9   | 19 ago 2006 | Palomar           | NEAT                | —         | MPC                           |
| 255642     | 2006 QG12  | 16 ago 2006 | Siding Spring     | SSS                 | —         | MPC                           |
| 255643     | 2006 QG13  | 16 ago 2006 | Siding Spring     | SSS                 | —         | MPC                           |
| 255644     | 2006 QH14  | 17 ago 2006 | Palomar           | NEAT                | —         | MPC                           |
| 255645     | 2006 QP15  | 17 ago 2006 | Palomar           | NEAT                | —         | MPC                           |
| 255646     | 2006 QF18  | 17 ago 2006 | Palomar           | NEAT                | —         | MPC                           |
| 255647     | 2006 QA19  | 17 ago 2006 | Palomar           | NEAT                | —         | MPC                           |
| 255648     | 2006 QD19  | 17 ago 2006 | Palomar           | NEAT                | —         | MPC                           |
| 255649     | 2006 QO19  | 17 ago 2006 | Palomar           | NEAT                | —         | MPC                           |
| 255650     | 2006 QT19  | 17 ago 2006 | Palomar           | NEAT                | —         | MPC                           |
| 255651     | 2006 QK21  | 19 ago 2006 | Kitt Peak         | Spacewatch          | —         | MPC                           |
| 255652     | 2006 QQ21  | 19 ago 2006 | Anderson Mesa     | LONEOS              | —         | MPC                           |
| 255653     | 2006 QY24  | 18 ago 2006 | Socorro           | LINEAR              | —         | MPC                           |
| 255654     | 2006 QO26  | 19 ago 2006 | Kitt Peak         | Spacewatch          | —         | MPC                           |
| 255655     | 2006 QS26  | 19 ago 2006 | Kitt Peak         | Spacewatch          | —         | MPC                           |
| 255656     | 2006 QG27  | 19 ago 2006 | Kitt Peak         | Spacewatch          | —         | MPC                           |
| 255657     | 2006 QX27  | 20 ago 2006 | Palomar           | NEAT                | —         | MPC                           |
| 255658     | 2006 QL28  | 21 ago 2006 | Socorro           | LINEAR              | —         | MPC                           |
| 255659     | 2006 QW28  | 21 ago 2006 | Kitt Peak         | Spacewatch          | Mitidika  | MPC                           |
| 255660     | 2006 QK29  | 16 ago 2006 | Siding Spring     | SSS                 | —         | MPC                           |
| 255661     | 2006 QR30  | 21 ago 2006 | Palomar           | NEAT                | Mitidika  | MPC                           |
| 255662     | 2006 QL32  | 20 ago 2006 | Kitt Peak         | Spacewatch          | —         | MPC                           |
| 255663     | 2006 QO32  | 21 ago 2006 | Palomar           | NEAT                | —         | MPC                           |
| 255664     | 2006 QZ32  | 22 ago 2006 | Palomar           | NEAT                | —         | MPC                           |
| 255665     | 2006 QC33  | 23 ago 2006 | Socorro           | LINEAR              | —         | MPC                           |
| 255666     | 2006 QN34  | 21 ago 2006 | Socorro           | LINEAR              | —         | MPC                           |
| 255667     | 2006 QM35  | 17 ago 2006 | Palomar           | NEAT                | —         | MPC                           |
| 255668     | 2006 QC36  | 19 ago 2006 | Palomar           | NEAT                | —         | MPC                           |
| 255669     | 2006 QR40  | 16 ago 2006 | Siding Spring     | SSS                 | —         | MPC                           |
| 255670     | 2006 QL41  | 17 ago 2006 | Palomar           | NEAT                | —         | MPC                           |
| 255671     | 2006 QZ41  | 17 ago 2006 | Palomar           | NEAT                | —         | MPC                           |
| 255672     | 2006 QK42  | 17 ago 2006 | Palomar           | NEAT                | —         | MPC                           |
| 255673     | 2006 QQ43  | 18 ago 2006 | Kitt Peak         | Spacewatch          | Mitidika  | MPC                           |
| 255674     | 2006 QQ44  | 19 ago 2006 | Anderson Mesa     | LONEOS              | —         | MPC                           |
| 255675     | 2006 QS45  | 19 ago 2006 | Anderson Mesa     | LONEOS              | —         | MPC                           |
| 255676     | 2006 QB47  | 20 ago 2006 | Palomar           | NEAT                | —         | MPC                           |
| 255677     | 2006 QU47  | 21 ago 2006 | Socorro           | LINEAR              | —         | MPC                           |
| 255678     | 2006 QQ48  | 21 ago 2006 | Palomar           | NEAT                | —         | MPC                           |
| 255679     | 2006 QF49  | 21 ago 2006 | Palomar           | NEAT                | —         | MPC                           |
| 255680     | 2006 QL49  | 21 ago 2006 | Palomar           | NEAT                | —         | MPC                           |
| 255681     | 2006 QN50  | 22 ago 2006 | Palomar           | NEAT                | —         | MPC                           |
| 255682     | 2006 QK51  | 23 ago 2006 | Palomar           | NEAT                | —         | MPC                           |
| 255683     | 2006 QZ51  | 23 ago 2006 | Palomar           | NEAT                | —         | MPC                           |
| 255684     | 2006 QF53  | 23 ago 2006 | Palomar           | NEAT                | —         | MPC                           |
| 255685     | 2006 QO53  | 16 ago 2006 | Siding Spring     | SSS                 | —         | MPC                           |
| 255686     | 2006 QM55  | 21 ago 2006 | Socorro           | LINEAR              | —         | MPC                           |
| 255687     | 2006 QS58  | 19 ago 2006 | Palomar           | NEAT                | —         | MPC                           |
| 255688     | 2006 QJ59  | 19 ago 2006 | Anderson Mesa     | LONEOS              | Mitidika  | MPC                           |
| 255689     | 2006 QL60  | 20 ago 2006 | Palomar           | NEAT                | —         | MPC                           |
| 255690     | 2006 QT60  | 21 ago 2006 | Palomar           | NEAT                | —         | MPC                           |
| 255691     | 2006 QD61  | 21 ago 2006 | Palomar           | NEAT                | —         | MPC                           |
| 255692     | 2006 QZ61  | 22 ago 2006 | Palomar           | NEAT                | Mitidika  | MPC                           |
| 255693     | 2006 QP62  | 23 ago 2006 | Socorro           | LINEAR              | —         | MPC                           |
| 255694     | 2006 QU63  | 24 ago 2006 | Palomar           | NEAT                | —         | MPC                           |
| 255695     | 2006 QZ65  | 25 ago 2006 | Hibiscus          | S. F. Hönig         | —         | MPC                           |
| 255696     | 2006 QM66  | 21 ago 2006 | Socorro           | LINEAR              | —         | MPC                           |
| 255697     | 2006 QG81  | 24 ago 2006 | Palomar           | NEAT                | —         | MPC                           |
| 255698     | 2006 QC82  | 24 ago 2006 | Palomar           | NEAT                | —         | MPC                           |
| 255699     | 2006 QE84  | 27 ago 2006 | Kitt Peak         | Spacewatch          | —         | MPC                           |
| 255700     | 2006 QY86  | 27 ago 2006 | Kitt Peak         | Spacewatch          | —         | MPC                           |

## 255701–255800
| Designação     | Designação | Descoberta  | Descoberta    | Descobridor(es) | Categoria | Mais informações / Referência |
| Permanente     | Provisória | Data        | Local         | Descobridor(es) | Categoria | Mais informações / Referência |
| -------------- | ---------- | ----------- | ------------- | --------------- | --------- | ----------------------------- |
| 255701         | 2006 QK88  | 27 ago 2006 | Kitt Peak     | Spacewatch      | —         | MPC                           |
| 255702         | 2006 QO88  | 27 ago 2006 | Kitt Peak     | Spacewatch      | —         | MPC                           |
| 255703 Stetson | 2006 QN90  | 25 ago 2006 | Mauna Kea     | D. D. Balam     | —         | MPC                           |
| 255704         | 2006 QJ93  | 16 ago 2006 | Palomar       | NEAT            | —         | MPC                           |
| 255705         | 2006 QO93  | 16 ago 2006 | Palomar       | NEAT            | —         | MPC                           |
| 255706         | 2006 QL94  | 16 ago 2006 | Palomar       | NEAT            | —         | MPC                           |
| 255707         | 2006 QH97  | 19 ago 2006 | Kitt Peak     | Spacewatch      | —         | MPC                           |
| 255708         | 2006 QP99  | 23 ago 2006 | Palomar       | NEAT            | —         | MPC                           |
| 255709         | 2006 QD101 | 26 ago 2006 | Siding Spring | SSS             | —         | MPC                           |
| 255710         | 2006 QL104 | 28 ago 2006 | Catalina      | CSS             | —         | MPC                           |
| 255711         | 2006 QR104 | 28 ago 2006 | Socorro       | LINEAR          | —         | MPC                           |
| 255712         | 2006 QE105 | 28 ago 2006 | Catalina      | CSS             | —         | MPC                           |
| 255713         | 2006 QP108 | 28 ago 2006 | Catalina      | CSS             | —         | MPC                           |
| 255714         | 2006 QS114 | 27 ago 2006 | Anderson Mesa | LONEOS          | —         | MPC                           |
| 255715         | 2006 QK117 | 27 ago 2006 | Anderson Mesa | LONEOS          | —         | MPC                           |
| 255716         | 2006 QK119 | 28 ago 2006 | Catalina      | CSS             | —         | MPC                           |
| 255717         | 2006 QH120 | 29 ago 2006 | Catalina      | CSS             | —         | MPC                           |
| 255718         | 2006 QJ120 | 29 ago 2006 | Catalina      | CSS             | —         | MPC                           |
| 255719         | 2006 QT120 | 29 ago 2006 | Catalina      | CSS             | —         | MPC                           |
| 255720         | 2006 QM121 | 29 ago 2006 | Catalina      | CSS             | —         | MPC                           |
| 255721         | 2006 QF122 | 29 ago 2006 | Catalina      | CSS             | —         | MPC                           |
| 255722         | 2006 QY122 | 29 ago 2006 | Catalina      | CSS             | —         | MPC                           |
| 255723         | 2006 QK124 | 16 ago 2006 | Palomar       | NEAT            | —         | MPC                           |
| 255724         | 2006 QH125 | 16 ago 2006 | Palomar       | NEAT            | —         | MPC                           |
| 255725         | 2006 QM127 | 16 ago 2006 | Siding Spring | SSS             | —         | MPC                           |
| 255726         | 2006 QW128 | 17 ago 2006 | Palomar       | NEAT            | —         | MPC                           |
| 255727         | 2006 QE129 | 17 ago 2006 | Palomar       | NEAT            | —         | MPC                           |
| 255728         | 2006 QH132 | 22 ago 2006 | Palomar       | NEAT            | —         | MPC                           |
| 255729         | 2006 QU132 | 23 ago 2006 | Socorro       | LINEAR          | —         | MPC                           |
| 255730         | 2006 QB133 | 23 ago 2006 | Palomar       | NEAT            | —         | MPC                           |
| 255731         | 2006 QO135 | 28 ago 2006 | Anderson Mesa | LONEOS          | —         | MPC                           |
| 255732         | 2006 QS135 | 28 ago 2006 | Socorro       | LINEAR          | —         | MPC                           |
| 255733         | 2006 QJ136 | 29 ago 2006 | Anderson Mesa | LONEOS          | —         | MPC                           |
| 255734         | 2006 QD138 | 16 ago 2006 | Palomar       | NEAT            | —         | MPC                           |
| 255735         | 2006 QG138 | 16 ago 2006 | Palomar       | NEAT            | —         | MPC                           |
| 255736         | 2006 QK138 | 16 ago 2006 | Palomar       | NEAT            | —         | MPC                           |
| 255737         | 2006 QA145 | 28 ago 2006 | Catalina      | CSS             | —         | MPC                           |
| 255738         | 2006 QW147 | 18 ago 2006 | Kitt Peak     | Spacewatch      | Mitidika  | MPC                           |
| 255739         | 2006 QJ148 | 18 ago 2006 | Kitt Peak     | Spacewatch      | —         | MPC                           |
| 255740         | 2006 QZ158 | 19 ago 2006 | Kitt Peak     | Spacewatch      | —         | MPC                           |
| 255741         | 2006 QA164 | 29 ago 2006 | Catalina      | CSS             | —         | MPC                           |
| 255742         | 2006 QC183 | 21 ago 2006 | Kitt Peak     | Spacewatch      | —         | MPC                           |
| 255743         | 2006 RV    | 4 set 2006  | Wrightwood    | J. W. Young     | —         | MPC                           |
| 255744         | 2006 RQ2   | 12 set 2006 | Anderson Mesa | LONEOS          | —         | MPC                           |
| 255745         | 2006 RU2   | 12 set 2006 | Socorro       | LINEAR          | —         | MPC                           |
| 255746         | 2006 RC6   | 14 set 2006 | Catalina      | CSS             | —         | MPC                           |
| 255747         | 2006 RS11  | 12 set 2006 | Catalina      | CSS             | —         | MPC                           |
| 255748         | 2006 RA12  | 13 set 2006 | Palomar       | NEAT            | —         | MPC                           |
| 255749         | 2006 RV16  | 14 set 2006 | Catalina      | CSS             | —         | MPC                           |
| 255750         | 2006 RC18  | 14 set 2006 | Palomar       | NEAT            | —         | MPC                           |
| 255751         | 2006 RO18  | 14 set 2006 | Catalina      | CSS             | —         | MPC                           |
| 255752         | 2006 RR20  | 15 set 2006 | Kitt Peak     | Spacewatch      | —         | MPC                           |
| 255753         | 2006 RO22  | 14 set 2006 | Palomar       | NEAT            | —         | MPC                           |
| 255754         | 2006 RT27  | 14 set 2006 | Palomar       | NEAT            | —         | MPC                           |
| 255755         | 2006 RX27  | 14 set 2006 | Palomar       | NEAT            | —         | MPC                           |
| 255756         | 2006 RW28  | 15 set 2006 | Kitt Peak     | Spacewatch      | —         | MPC                           |
| 255757         | 2006 RM36  | 15 set 2006 | Socorro       | LINEAR          | —         | MPC                           |
| 255758         | 2006 RD41  | 14 set 2006 | Catalina      | CSS             | —         | MPC                           |
| 255759         | 2006 RN41  | 14 set 2006 | Catalina      | CSS             | —         | MPC                           |
| 255760         | 2006 RR41  | 14 set 2006 | Kitt Peak     | Spacewatch      | —         | MPC                           |
| 255761         | 2006 RM42  | 14 set 2006 | Kitt Peak     | Spacewatch      | —         | MPC                           |
| 255762         | 2006 RX42  | 14 set 2006 | Kitt Peak     | Spacewatch      | —         | MPC                           |
| 255763         | 2006 RE46  | 14 set 2006 | Kitt Peak     | Spacewatch      | Mitidika  | MPC                           |
| 255764         | 2006 RW49  | 14 set 2006 | Kitt Peak     | Spacewatch      | —         | MPC                           |
| 255765         | 2006 RK55  | 14 set 2006 | Kitt Peak     | Spacewatch      | —         | MPC                           |
| 255766         | 2006 RZ55  | 14 set 2006 | Kitt Peak     | Spacewatch      | —         | MPC                           |
| 255767         | 2006 RB57  | 14 set 2006 | Catalina      | CSS             | —         | MPC                           |
| 255768         | 2006 RO58  | 15 set 2006 | Kitt Peak     | Spacewatch      | —         | MPC                           |
| 255769         | 2006 RW58  | 15 set 2006 | Kitt Peak     | Spacewatch      | —         | MPC                           |
| 255770         | 2006 RA59  | 15 set 2006 | Kitt Peak     | Spacewatch      | —         | MPC                           |
| 255771         | 2006 RE65  | 14 set 2006 | Palomar       | NEAT            | —         | MPC                           |
| 255772         | 2006 RK66  | 14 set 2006 | Kitt Peak     | Spacewatch      | —         | MPC                           |
| 255773         | 2006 RD70  | 15 set 2006 | Kitt Peak     | Spacewatch      | Mitidika  | MPC                           |
| 255774         | 2006 RZ75  | 15 set 2006 | Kitt Peak     | Spacewatch      | —         | MPC                           |
| 255775         | 2006 RS82  | 15 set 2006 | Kitt Peak     | Spacewatch      | Mitidika  | MPC                           |
| 255776         | 2006 RY83  | 15 set 2006 | Kitt Peak     | Spacewatch      | —         | MPC                           |
| 255777         | 2006 RV86  | 15 set 2006 | Kitt Peak     | Spacewatch      | —         | MPC                           |
| 255778         | 2006 RS87  | 15 set 2006 | Kitt Peak     | Spacewatch      | —         | MPC                           |
| 255779         | 2006 RK88  | 15 set 2006 | Kitt Peak     | Spacewatch      | —         | MPC                           |
| 255780         | 2006 RM88  | 15 set 2006 | Kitt Peak     | Spacewatch      | —         | MPC                           |
| 255781         | 2006 RW92  | 15 set 2006 | Kitt Peak     | Spacewatch      | —         | MPC                           |
| 255782         | 2006 RH95  | 15 set 2006 | Kitt Peak     | Spacewatch      | —         | MPC                           |
| 255783         | 2006 RX95  | 15 set 2006 | Kitt Peak     | Spacewatch      | —         | MPC                           |
| 255784         | 2006 RJ96  | 15 set 2006 | Kitt Peak     | Spacewatch      | —         | MPC                           |
| 255785         | 2006 RE97  | 15 set 2006 | Kitt Peak     | Spacewatch      | —         | MPC                           |
| 255786         | 2006 RW98  | 14 set 2006 | Kitt Peak     | Spacewatch      | —         | MPC                           |
| 255787         | 2006 RF100 | 14 set 2006 | Catalina      | CSS             | —         | MPC                           |
| 255788         | 2006 RK100 | 14 set 2006 | Catalina      | CSS             | —         | MPC                           |
| 255789         | 2006 RY100 | 14 set 2006 | Catalina      | CSS             | —         | MPC                           |
| 255790         | 2006 SQ    | 16 set 2006 | Catalina      | CSS             | —         | MPC                           |
| 255791         | 2006 SF3   | 16 set 2006 | Anderson Mesa | LONEOS          | —         | MPC                           |
| 255792         | 2006 ST7   | 18 set 2006 | Hibiscus      | S. F. Hönig     | —         | MPC                           |
| 255793         | 2006 SB8   | 16 set 2006 | Catalina      | CSS             | —         | MPC                           |
| 255794         | 2006 SE8   | 16 set 2006 | Catalina      | CSS             | —         | MPC                           |
| 255795         | 2006 SH8   | 16 set 2006 | Anderson Mesa | LONEOS          | —         | MPC                           |
| 255796         | 2006 SY10  | 16 set 2006 | Kitt Peak     | Spacewatch      | —         | MPC                           |
| 255797         | 2006 SN11  | 16 set 2006 | Socorro       | LINEAR          | —         | MPC                           |
| 255798         | 2006 SG13  | 17 set 2006 | Socorro       | LINEAR          | —         | MPC                           |
| 255799         | 2006 ST14  | 17 set 2006 | Catalina      | CSS             | —         | MPC                           |
| 255800         | 2006 SN15  | 17 set 2006 | Catalina      | CSS             | —         | MPC                           |

## 255801–255900
| Designação | Designação | Descoberta  | Descoberta    | Descobridor(es)     | Categoria | Mais informações / Referência |
| Permanente | Provisória | Data        | Local         | Descobridor(es)     | Categoria | Mais informações / Referência |
| ---------- | ---------- | ----------- | ------------- | ------------------- | --------- | ----------------------------- |
| 255801     | 2006 SD19  | 17 set 2006 | Kitt Peak     | Spacewatch          | —         | MPC                           |
| 255802     | 2006 SZ21  | 17 set 2006 | Catalina      | CSS                 | —         | MPC                           |
| 255803     | 2006 SL22  | 17 set 2006 | Anderson Mesa | LONEOS              | —         | MPC                           |
| 255804     | 2006 SV24  | 16 set 2006 | Catalina      | CSS                 | —         | MPC                           |
| 255805     | 2006 SM25  | 16 set 2006 | Anderson Mesa | LONEOS              | —         | MPC                           |
| 255806     | 2006 SD33  | 17 set 2006 | Kitt Peak     | Spacewatch          | —         | MPC                           |
| 255807     | 2006 SO34  | 17 set 2006 | Catalina      | CSS                 | —         | MPC                           |
| 255808     | 2006 SM35  | 17 set 2006 | Kitt Peak     | Spacewatch          | —         | MPC                           |
| 255809     | 2006 SN40  | 18 set 2006 | Catalina      | CSS                 | —         | MPC                           |
| 255810     | 2006 SC42  | 18 set 2006 | Anderson Mesa | LONEOS              | —         | MPC                           |
| 255811     | 2006 SB46  | 18 set 2006 | Anderson Mesa | LONEOS              | —         | MPC                           |
| 255812     | 2006 SE46  | 18 set 2006 | Jarnac        | Jarnac Obs.         | —         | MPC                           |
| 255813     | 2006 SO48  | 16 set 2006 | Catalina      | CSS                 | —         | MPC                           |
| 255814     | 2006 SD50  | 19 set 2006 | La Sagra      | Mallorca Obs.       | —         | MPC                           |
| 255815     | 2006 SP51  | 17 set 2006 | Anderson Mesa | LONEOS              | —         | MPC                           |
| 255816     | 2006 SN52  | 19 set 2006 | Catalina      | CSS                 | —         | MPC                           |
| 255817     | 2006 SQ54  | 18 set 2006 | Catalina      | CSS                 | —         | MPC                           |
| 255818     | 2006 SZ54  | 18 set 2006 | Catalina      | CSS                 | —         | MPC                           |
| 255819     | 2006 SE57  | 21 set 2006 | Ottmarsheim   | Ottmarsheim Obs.    | —         | MPC                           |
| 255820     | 2006 SP57  | 17 set 2006 | Catalina      | CSS                 | —         | MPC                           |
| 255821     | 2006 SB68  | 19 set 2006 | Kitt Peak     | Spacewatch          | —         | MPC                           |
| 255822     | 2006 SO70  | 19 set 2006 | Kitt Peak     | Spacewatch          | —         | MPC                           |
| 255823     | 2006 SB71  | 19 set 2006 | Kitt Peak     | Spacewatch          | —         | MPC                           |
| 255824     | 2006 SF71  | 19 set 2006 | Kitt Peak     | Spacewatch          | —         | MPC                           |
| 255825     | 2006 SL72  | 19 set 2006 | Kitt Peak     | Spacewatch          | —         | MPC                           |
| 255826     | 2006 SB76  | 19 set 2006 | Kitt Peak     | Spacewatch          | —         | MPC                           |
| 255827     | 2006 SZ85  | 18 set 2006 | Kitt Peak     | Spacewatch          | —         | MPC                           |
| 255828     | 2006 SC86  | 18 set 2006 | Kitt Peak     | Spacewatch          | Mitidika  | MPC                           |
| 255829     | 2006 ST87  | 18 set 2006 | Kitt Peak     | Spacewatch          | —         | MPC                           |
| 255830     | 2006 SY89  | 18 set 2006 | Kitt Peak     | Spacewatch          | —         | MPC                           |
| 255831     | 2006 SO90  | 18 set 2006 | Kitt Peak     | Spacewatch          | —         | MPC                           |
| 255832     | 2006 SH95  | 18 set 2006 | Kitt Peak     | Spacewatch          | —         | MPC                           |
| 255833     | 2006 SK95  | 18 set 2006 | Kitt Peak     | Spacewatch          | —         | MPC                           |
| 255834     | 2006 SP96  | 18 set 2006 | Kitt Peak     | Spacewatch          | —         | MPC                           |
| 255835     | 2006 SK98  | 18 set 2006 | Kitt Peak     | Spacewatch          | —         | MPC                           |
| 255836     | 2006 SC100 | 18 set 2006 | Kitt Peak     | Spacewatch          | —         | MPC                           |
| 255837     | 2006 SS103 | 19 set 2006 | Kitt Peak     | Spacewatch          | —         | MPC                           |
| 255838     | 2006 SE104 | 19 set 2006 | Kitt Peak     | Spacewatch          | —         | MPC                           |
| 255839     | 2006 SN108 | 19 set 2006 | Kitt Peak     | Spacewatch          | —         | MPC                           |
| 255840     | 2006 SR109 | 19 set 2006 | Kitt Peak     | Spacewatch          | —         | MPC                           |
| 255841     | 2006 SM110 | 20 set 2006 | Catalina      | CSS                 | —         | MPC                           |
| 255842     | 2006 SG111 | 22 set 2006 | Kitt Peak     | Spacewatch          | —         | MPC                           |
| 255843     | 2006 SJ116 | 24 set 2006 | Kitt Peak     | Spacewatch          | —         | MPC                           |
| 255844     | 2006 SH117 | 24 set 2006 | Kitt Peak     | Spacewatch          | —         | MPC                           |
| 255845     | 2006 SM117 | 24 set 2006 | Kitt Peak     | Spacewatch          | —         | MPC                           |
| 255846     | 2006 SQ121 | 18 set 2006 | Catalina      | CSS                 | —         | MPC                           |
| 255847     | 2006 SA136 | 20 set 2006 | Catalina      | CSS                 | —         | MPC                           |
| 255848     | 2006 SH138 | 20 set 2006 | Anderson Mesa | LONEOS              | —         | MPC                           |
| 255849     | 2006 SS142 | 19 set 2006 | Catalina      | CSS                 | —         | MPC                           |
| 255850     | 2006 SO143 | 19 set 2006 | Kitt Peak     | Spacewatch          | —         | MPC                           |
| 255851     | 2006 SP151 | 19 set 2006 | Kitt Peak     | Spacewatch          | —         | MPC                           |
| 255852     | 2006 SS151 | 19 set 2006 | Kitt Peak     | Spacewatch          | —         | MPC                           |
| 255853     | 2006 SQ152 | 19 set 2006 | Kitt Peak     | Spacewatch          | —         | MPC                           |
| 255854     | 2006 SK153 | 20 set 2006 | Catalina      | CSS                 | —         | MPC                           |
| 255855     | 2006 SF154 | 20 set 2006 | Palomar       | NEAT                | —         | MPC                           |
| 255856     | 2006 SJ154 | 20 set 2006 | Palomar       | NEAT                | —         | MPC                           |
| 255857     | 2006 SC160 | 23 set 2006 | Kitt Peak     | Spacewatch          | —         | MPC                           |
| 255858     | 2006 SF160 | 23 set 2006 | Kitt Peak     | Spacewatch          | —         | MPC                           |
| 255859     | 2006 SL163 | 24 set 2006 | Kitt Peak     | Spacewatch          | —         | MPC                           |
| 255860     | 2006 SV165 | 25 set 2006 | Kitt Peak     | Spacewatch          | —         | MPC                           |
| 255861     | 2006 ST169 | 25 set 2006 | Kitt Peak     | Spacewatch          | —         | MPC                           |
| 255862     | 2006 SG171 | 25 set 2006 | Kitt Peak     | Spacewatch          | —         | MPC                           |
| 255863     | 2006 SJ172 | 25 set 2006 | Kitt Peak     | Spacewatch          | —         | MPC                           |
| 255864     | 2006 SB175 | 25 set 2006 | Kitt Peak     | Spacewatch          | —         | MPC                           |
| 255865     | 2006 SL182 | 25 set 2006 | Kitt Peak     | Spacewatch          | —         | MPC                           |
| 255866     | 2006 SW184 | 25 set 2006 | Mount Lemmon  | Mount Lemmon Survey | —         | MPC                           |
| 255867     | 2006 SA186 | 25 set 2006 | Mount Lemmon  | Mount Lemmon Survey | —         | MPC                           |
| 255868     | 2006 SW187 | 26 set 2006 | Kitt Peak     | Spacewatch          | —         | MPC                           |
| 255869     | 2006 SS196 | 26 set 2006 | Kitt Peak     | Spacewatch          | —         | MPC                           |
| 255870     | 2006 SW196 | 26 set 2006 | Kitt Peak     | Spacewatch          | —         | MPC                           |
| 255871     | 2006 SA203 | 25 set 2006 | Mount Lemmon  | Mount Lemmon Survey | —         | MPC                           |
| 255872     | 2006 SS208 | 26 set 2006 | Socorro       | LINEAR              | —         | MPC                           |
| 255873     | 2006 SL211 | 26 set 2006 | Catalina      | CSS                 | —         | MPC                           |
| 255874     | 2006 SB215 | 27 set 2006 | Mount Lemmon  | Mount Lemmon Survey | —         | MPC                           |
| 255875     | 2006 SJ223 | 25 set 2006 | Mount Lemmon  | Mount Lemmon Survey | —         | MPC                           |
| 255876     | 2006 SN223 | 25 set 2006 | Mount Lemmon  | Mount Lemmon Survey | —         | MPC                           |
| 255877     | 2006 SS223 | 25 set 2006 | Mount Lemmon  | Mount Lemmon Survey | —         | MPC                           |
| 255878     | 2006 SQ239 | 26 set 2006 | Kitt Peak     | Spacewatch          | Mitidika  | MPC                           |
| 255879     | 2006 SB241 | 26 set 2006 | Kitt Peak     | Spacewatch          | —         | MPC                           |
| 255880     | 2006 SH250 | 26 set 2006 | Kitt Peak     | Spacewatch          | —         | MPC                           |
| 255881     | 2006 SE254 | 26 set 2006 | Mount Lemmon  | Mount Lemmon Survey | —         | MPC                           |
| 255882     | 2006 SG259 | 26 set 2006 | Kitt Peak     | Spacewatch          | —         | MPC                           |
| 255883     | 2006 SV259 | 26 set 2006 | Mount Lemmon  | Mount Lemmon Survey | —         | MPC                           |
| 255884     | 2006 SN262 | 26 set 2006 | Mount Lemmon  | Mount Lemmon Survey | —         | MPC                           |
| 255885     | 2006 SJ263 | 26 set 2006 | Kitt Peak     | Spacewatch          | —         | MPC                           |
| 255886     | 2006 SX268 | 26 set 2006 | Kitt Peak     | Spacewatch          | —         | MPC                           |
| 255887     | 2006 SS269 | 26 set 2006 | Mount Lemmon  | Mount Lemmon Survey | Eos       | MPC                           |
| 255888     | 2006 SD271 | 27 set 2006 | Socorro       | LINEAR              | —         | MPC                           |
| 255889     | 2006 SG271 | 27 set 2006 | Mount Lemmon  | Mount Lemmon Survey | —         | MPC                           |
| 255890     | 2006 SD274 | 27 set 2006 | Mount Lemmon  | Mount Lemmon Survey | —         | MPC                           |
| 255891     | 2006 SS274 | 27 set 2006 | Mount Lemmon  | Mount Lemmon Survey | —         | MPC                           |
| 255892     | 2006 SL275 | 27 set 2006 | Mount Lemmon  | Mount Lemmon Survey | —         | MPC                           |
| 255893     | 2006 ST279 | 28 set 2006 | Catalina      | CSS                 | —         | MPC                           |
| 255894     | 2006 SK284 | 27 set 2006 | Catalina      | CSS                 | —         | MPC                           |
| 255895     | 2006 SN286 | 19 set 2006 | Catalina      | CSS                 | —         | MPC                           |
| 255896     | 2006 SA289 | 26 set 2006 | Catalina      | CSS                 | —         | MPC                           |
| 255897     | 2006 SY289 | 27 set 2006 | Socorro       | LINEAR              | —         | MPC                           |
| 255898     | 2006 SK294 | 25 set 2006 | Kitt Peak     | Spacewatch          | —         | MPC                           |
| 255899     | 2006 SP298 | 25 set 2006 | Mount Lemmon  | Mount Lemmon Survey | —         | MPC                           |
| 255900     | 2006 SR298 | 25 set 2006 | Kitt Peak     | Spacewatch          | —         | MPC                           |

## 255901–256000
| Designação         | Designação | Descoberta  | Descoberta        | Descobridor(es)     | Categoria | Mais informações / Referência |
| Permanente         | Provisória | Data        | Local             | Descobridor(es)     | Categoria | Mais informações / Referência |
| ------------------ | ---------- | ----------- | ----------------- | ------------------- | --------- | ----------------------------- |
| 255901             | 2006 SH306 | 27 set 2006 | Socorro           | LINEAR              | Chloris   | MPC                           |
| 255902             | 2006 SD308 | 27 set 2006 | Kitt Peak         | Spacewatch          | —         | MPC                           |
| 255903             | 2006 SS315 | 27 set 2006 | Kitt Peak         | Spacewatch          | —         | MPC                           |
| 255904             | 2006 SU316 | 27 set 2006 | Kitt Peak         | Spacewatch          | —         | MPC                           |
| 255905             | 2006 SC323 | 27 set 2006 | Kitt Peak         | Spacewatch          | —         | MPC                           |
| 255906             | 2006 SY325 | 27 set 2006 | Kitt Peak         | Spacewatch          | —         | MPC                           |
| 255907             | 2006 SE327 | 27 set 2006 | Kitt Peak         | Spacewatch          | —         | MPC                           |
| 255908             | 2006 SC329 | 27 set 2006 | Kitt Peak         | Spacewatch          | Mitidika  | MPC                           |
| 255909             | 2006 SN339 | 28 set 2006 | Kitt Peak         | Spacewatch          | —         | MPC                           |
| 255910             | 2006 SK342 | 28 set 2006 | Kitt Peak         | Spacewatch          | —         | MPC                           |
| 255911             | 2006 SS348 | 28 set 2006 | Kitt Peak         | Spacewatch          | —         | MPC                           |
| 255912             | 2006 SA354 | 30 set 2006 | Catalina          | CSS                 | —         | MPC                           |
| 255913             | 2006 SE354 | 30 set 2006 | Catalina          | CSS                 | —         | MPC                           |
| 255914             | 2006 SY356 | 30 set 2006 | Catalina          | CSS                 | Phocaea   | MPC                           |
| 255915             | 2006 SW357 | 30 set 2006 | Mount Lemmon      | Mount Lemmon Survey | —         | MPC                           |
| 255916             | 2006 SD358 | 30 set 2006 | Mount Lemmon      | Mount Lemmon Survey | —         | MPC                           |
| 255917             | 2006 SE359 | 30 set 2006 | Catalina          | CSS                 | —         | MPC                           |
| 255918             | 2006 SX361 | 30 set 2006 | Mount Lemmon      | Mount Lemmon Survey | —         | MPC                           |
| 255919             | 2006 SB363 | 30 set 2006 | Catalina          | CSS                 | —         | MPC                           |
| 255920             | 2006 SF365 | 30 set 2006 | Catalina          | CSS                 | —         | MPC                           |
| 255921             | 2006 SV365 | 30 set 2006 | Mount Lemmon      | Mount Lemmon Survey | —         | MPC                           |
| 255922             | 2006 SU366 | 16 set 2006 | Catalina          | CSS                 | —         | MPC                           |
| 255923             | 2006 SE367 | 25 set 2006 | Catalina          | CSS                 | —         | MPC                           |
| 255924             | 2006 SM388 | 30 set 2006 | Apache Point      | A. C. Becker        | —         | MPC                           |
| 255925             | 2006 SF390 | 30 set 2006 | Apache Point      | A. C. Becker        | —         | MPC                           |
| 255926             | 2006 SY390 | 17 set 2006 | Catalina          | CSS                 | —         | MPC                           |
| 255927             | 2006 SO391 | 18 set 2006 | Catalina          | CSS                 | Phocaea   | MPC                           |
| 255928             | 2006 SN392 | 26 set 2006 | Mount Lemmon      | Mount Lemmon Survey | —         | MPC                           |
| 255929             | 2006 SM393 | 28 set 2006 | Mount Lemmon      | Mount Lemmon Survey | —         | MPC                           |
| 255930             | 2006 SD397 | 19 set 2006 | Catalina          | CSS                 | —         | MPC                           |
| 255931             | 2006 SW400 | 25 set 2006 | Mount Lemmon      | Mount Lemmon Survey | Mitidika  | MPC                           |
| 255932             | 2006 SA402 | 30 set 2006 | Mount Lemmon      | Mount Lemmon Survey | —         | MPC                           |
| 255933             | 2006 SV406 | 19 set 2006 | Catalina          | CSS                 | —         | MPC                           |
| 255934             | 2006 SU408 | 19 set 2006 | Catalina          | CSS                 | Pallas    | MPC                           |
| 255935             | 2006 SZ412 | 17 set 2006 | Catalina          | CSS                 | —         | MPC                           |
| 255936             | 2006 TP1   | 1 out 2006  | Kitt Peak         | Spacewatch          | —         | MPC                           |
| 255937             | 2006 TD4   | 2 out 2006  | Mount Lemmon      | Mount Lemmon Survey | —         | MPC                           |
| 255938             | 2006 TB8   | 12 out 2006 | Calvin-Rehoboth   | L. A. Molnar        | —         | MPC                           |
| 255939             | 2006 TT9   | 13 out 2006 | Calvin-Rehoboth   | L. A. Molnar        | —         | MPC                           |
| 255940             | 2006 TZ9   | 14 out 2006 | Dax               | Dax Obs.            | —         | MPC                           |
| 255941             | 2006 TT10  | 3 out 2006  | Kitt Peak         | Spacewatch          | —         | MPC                           |
| 255942             | 2006 TT11  | 15 out 2006 | Kitt Peak         | Spacewatch          | —         | MPC                           |
| 255943             | 2006 TT12  | 10 out 2006 | Palomar           | NEAT                | —         | MPC                           |
| 255944             | 2006 TM15  | 11 out 2006 | Kitt Peak         | Spacewatch          | —         | MPC                           |
| 255945             | 2006 TZ16  | 11 out 2006 | Kitt Peak         | Spacewatch          | —         | MPC                           |
| 255946             | 2006 TA17  | 11 out 2006 | Kitt Peak         | Spacewatch          | —         | MPC                           |
| 255947             | 2006 TG17  | 11 out 2006 | Kitt Peak         | Spacewatch          | —         | MPC                           |
| 255948             | 2006 TG22  | 11 out 2006 | Kitt Peak         | Spacewatch          | —         | MPC                           |
| 255949             | 2006 TU22  | 11 out 2006 | Kitt Peak         | Spacewatch          | —         | MPC                           |
| 255950             | 2006 TN23  | 11 out 2006 | Kitt Peak         | Spacewatch          | —         | MPC                           |
| 255951             | 2006 TY26  | 12 out 2006 | Kitt Peak         | Spacewatch          | —         | MPC                           |
| 255952             | 2006 TD27  | 12 out 2006 | Kitt Peak         | Spacewatch          | —         | MPC                           |
| 255953             | 2006 TF27  | 12 out 2006 | Kitt Peak         | Spacewatch          | —         | MPC                           |
| 255954             | 2006 TT27  | 12 out 2006 | Kitt Peak         | Spacewatch          | —         | MPC                           |
| 255955             | 2006 TD28  | 12 out 2006 | Kitt Peak         | Spacewatch          | —         | MPC                           |
| 255956             | 2006 TP28  | 12 out 2006 | Kitt Peak         | Spacewatch          | —         | MPC                           |
| 255957             | 2006 TQ28  | 12 out 2006 | Kitt Peak         | Spacewatch          | —         | MPC                           |
| 255958             | 2006 TK29  | 12 out 2006 | Kitt Peak         | Spacewatch          | —         | MPC                           |
| 255959             | 2006 TP34  | 12 out 2006 | Kitt Peak         | Spacewatch          | —         | MPC                           |
| 255960             | 2006 TC35  | 12 out 2006 | Kitt Peak         | Spacewatch          | —         | MPC                           |
| 255961             | 2006 TB36  | 12 out 2006 | Kitt Peak         | Spacewatch          | —         | MPC                           |
| 255962             | 2006 TH37  | 12 out 2006 | Kitt Peak         | Spacewatch          | —         | MPC                           |
| 255963             | 2006 TV38  | 12 out 2006 | Kitt Peak         | Spacewatch          | —         | MPC                           |
| 255964             | 2006 TZ39  | 12 out 2006 | Kitt Peak         | Spacewatch          | —         | MPC                           |
| 255965             | 2006 TG40  | 12 out 2006 | Kitt Peak         | Spacewatch          | —         | MPC                           |
| 255966             | 2006 TA44  | 12 out 2006 | Kitt Peak         | Spacewatch          | —         | MPC                           |
| 255967             | 2006 TE44  | 12 out 2006 | Kitt Peak         | Spacewatch          | —         | MPC                           |
| 255968             | 2006 TR44  | 12 out 2006 | Kitt Peak         | Spacewatch          | —         | MPC                           |
| 255969             | 2006 TV44  | 12 out 2006 | Kitt Peak         | Spacewatch          | —         | MPC                           |
| 255970             | 2006 TG46  | 12 out 2006 | Kitt Peak         | Spacewatch          | —         | MPC                           |
| 255971             | 2006 TL47  | 12 out 2006 | Kitt Peak         | Spacewatch          | —         | MPC                           |
| 255972             | 2006 TE49  | 12 out 2006 | Palomar           | NEAT                | —         | MPC                           |
| 255973             | 2006 TV50  | 12 out 2006 | Kitt Peak         | Spacewatch          | —         | MPC                           |
| 255974             | 2006 TH51  | 12 out 2006 | Kitt Peak         | Spacewatch          | —         | MPC                           |
| 255975             | 2006 TQ52  | 12 out 2006 | Kitt Peak         | Spacewatch          | —         | MPC                           |
| 255976             | 2006 TF53  | 12 out 2006 | Kitt Peak         | Spacewatch          | —         | MPC                           |
| 255977             | 2006 TC64  | 10 out 2006 | Palomar           | NEAT                | Phocaea   | MPC                           |
| 255978             | 2006 TE70  | 11 out 2006 | Palomar           | NEAT                | —         | MPC                           |
| 255979             | 2006 TU70  | 11 out 2006 | Palomar           | NEAT                | —         | MPC                           |
| 255980             | 2006 TE71  | 11 out 2006 | Palomar           | NEAT                | —         | MPC                           |
| 255981             | 2006 TJ75  | 11 out 2006 | Palomar           | NEAT                | —         | MPC                           |
| 255982             | 2006 TF78  | 12 out 2006 | Palomar           | NEAT                | —         | MPC                           |
| 255983             | 2006 TY78  | 12 out 2006 | Kitt Peak         | Spacewatch          | —         | MPC                           |
| 255984             | 2006 TB79  | 12 out 2006 | Kitt Peak         | Spacewatch          | Phocaea   | MPC                           |
| 255985             | 2006 TF79  | 12 out 2006 | Kitt Peak         | Spacewatch          | —         | MPC                           |
| 255986             | 2006 TL82  | 13 out 2006 | Kitt Peak         | Spacewatch          | —         | MPC                           |
| 255987             | 2006 TT85  | 13 out 2006 | Kitt Peak         | Spacewatch          | —         | MPC                           |
| 255988             | 2006 TP91  | 13 out 2006 | Kitt Peak         | Spacewatch          | —         | MPC                           |
| 255989 Dengyushian | 2006 TU94  | 15 out 2006 | Lulin Observatory | C.-S. Lin, Q.-z. Ye | —         | MPC                           |
| 255990             | 2006 TG98  | 15 out 2006 | Kitt Peak         | Spacewatch          | —         | MPC                           |
| 255991             | 2006 TL102 | 15 out 2006 | Kitt Peak         | Spacewatch          | —         | MPC                           |
| 255992             | 2006 TN102 | 15 out 2006 | Kitt Peak         | Spacewatch          | —         | MPC                           |
| 255993             | 2006 TE104 | 15 out 2006 | Kitt Peak         | Spacewatch          | —         | MPC                           |
| 255994             | 2006 TL105 | 15 out 2006 | Kitt Peak         | Spacewatch          | —         | MPC                           |
| 255995             | 2006 TY105 | 12 out 2006 | Palomar           | NEAT                | —         | MPC                           |
| 255996             | 2006 TC106 | 15 out 2006 | Kitt Peak         | Spacewatch          | —         | MPC                           |
| 255997             | 2006 TS106 | 15 out 2006 | Catalina          | CSS                 | —         | MPC                           |
| 255998             | 2006 TO109 | 4 out 2006  | Mount Lemmon      | Mount Lemmon Survey | —         | MPC                           |
| 255999             | 2006 TJ110 | 13 out 2006 | Kitt Peak         | Spacewatch          | —         | MPC                           |
| 256000             | 2006 TO110 | 13 out 2006 | Kitt Peak         | Spacewatch          | —         | MPC                           |